# Baden-Baden
Baden-Baden (ⓘ) ist eine Stadt im Westen des Landes Baden-Württemberg. Sie ist mit 56.881 Einwohnern (31. Dezember 2024) der bevölkerungsärmste Stadtkreis des Landes. Baden-Baden ist als Kur- und Bäderstadt sowie als Medien-, Kunst- und internationale Festspielstadt bekannt. Bereits die Römer nutzten die hier am Rand des Schwarzwalds entspringenden heißen Thermalquellen. Im Mittelalter war Baden-Baden Residenzstadt der Markgrafschaft Baden und somit auch namensgebend für das Land Baden. Nach dem katastrophalen Stadtbrand 1689 verlor sie den Status der Residenzstadt an Rastatt.
Im 19. Jahrhundert wurde die Bäderstadt wiederentdeckt und entwickelte sich, auch dank der Einnahmen aus der Spielbank, zu einem international bedeutsamen Treffpunkt von Adligen und wohlhabenden Bürgern. Aus dieser Blütezeit im 19. Jahrhundert ist ein reiches, gut erhaltenes materielles und immaterielles Erbe erhalten. Am 24. Juli 2021 nahm das Welterbekomitee der UNESCO Baden-Baden als eine der elf bedeutenden Kurstädte Europas in die Liste des Weltkulturerbes auf.

## Namensgeschichte
Die römische Siedlung wurde, wie viele Städte mit Heilquellen, Aquae genannt, das lateinische Wort für Quelle oder Bad. Während für den Ort selbst kein Beiname bekannt ist, trug der ihn umgebende Verwaltungsbezirk im 3. Jahrhundert den Ehrentitel Civitas Aurelia Aquensis. Dies wurde von vielen Autoren mit Kaiser Caracalla (‚Marcus Aurelius Severus Antoninus‘) in Verbindung gebracht, der die Bäder ausbauen ließ. Laut einer neueren Theorie war Kaiser Elagabal (‚Marcus Aurelius Antoninus‘) der Namensgeber.
Seit dem Mittelalter hieß die Stadt schlicht Baden. Der Ortsname ging auch auf die um 1100 errichtete Burg Hohenbaden über, den neuen Herrschaftssitz Hermanns II., ursprünglich Markgraf von Verona. Im Laufe des 12. Jahrhunderts wurde Baden zum Bestandteil seines Titels; es entstand die Markgrafschaft Baden, die vom 16. bis ins 18. Jahrhundert zweigeteilt war und im 19. Jahrhundert zum Großherzogtum aufstieg. So hat der Name des Landes Baden und damit auch der des heutigen Baden-Württemberg einen Ursprung im Namen der Stadt Baden(-Baden).
Zur Unterscheidung von gleichnamigen Städten – Baden in der Schweiz und Baden bei Wien, auch Badenweiler im altbadischen Oberland hieß ursprünglich nur Baden – war oft ein Zusatz notwendig. So wurde die Stadt auch Niederbaden, Markgrafen-Baden und später Baden in Baden genannt. Der Name Baden-Baden stand zunächst für die ab 1535 vom protestantischen Gegenstück Baden-Durlach getrennte katholische Markgrafschaft (Bedeutung etwa „Markgrafschaft Baden, Residenz Baden“). Nachdem die katholischen Markgrafen im 18. Jahrhundert ihren Sitz nach Rastatt verlegt hatten, wurde Baden bei Rastatt als Bezeichnung der Stadt Baden üblich. Als 1771 die katholische Linie ausstarb und sich die Markgrafschaft Baden – nun mit Karlsruhe als Residenz – wiedervereinigte, trat Rastatt in den Hintergrund. Der Name Baden-Baden ging vom ehemaligen Territorium auf die Stadt Baden über, deren Bedeutung im 19. Jahrhundert wieder gewachsen war. Der Doppelname hatte sich durchgesetzt, lange bevor er zum 1. September 1931 amtlich wurde.

## Geographie

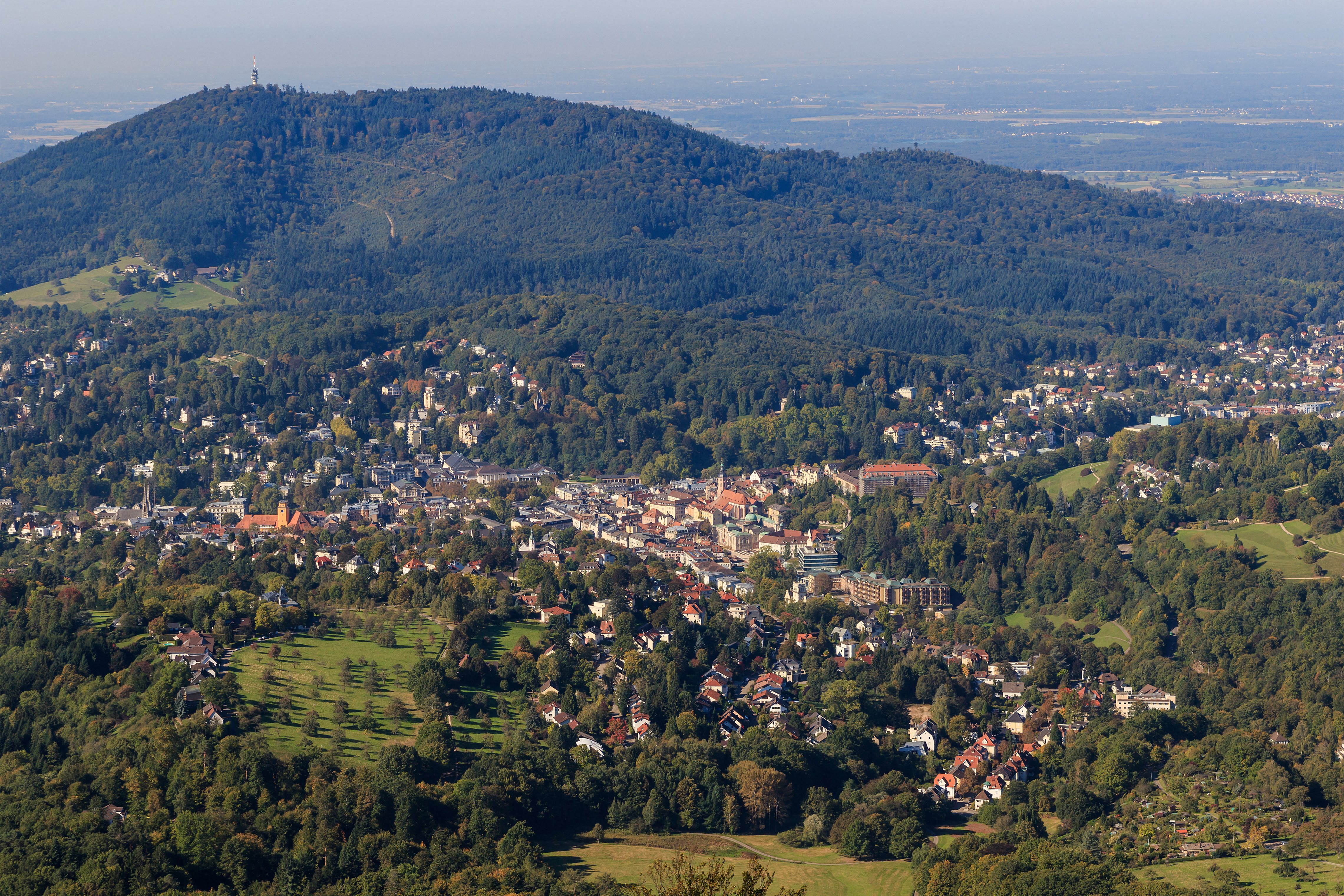
Blick auf Baden-Baden und den Fremersberg vom Merkur

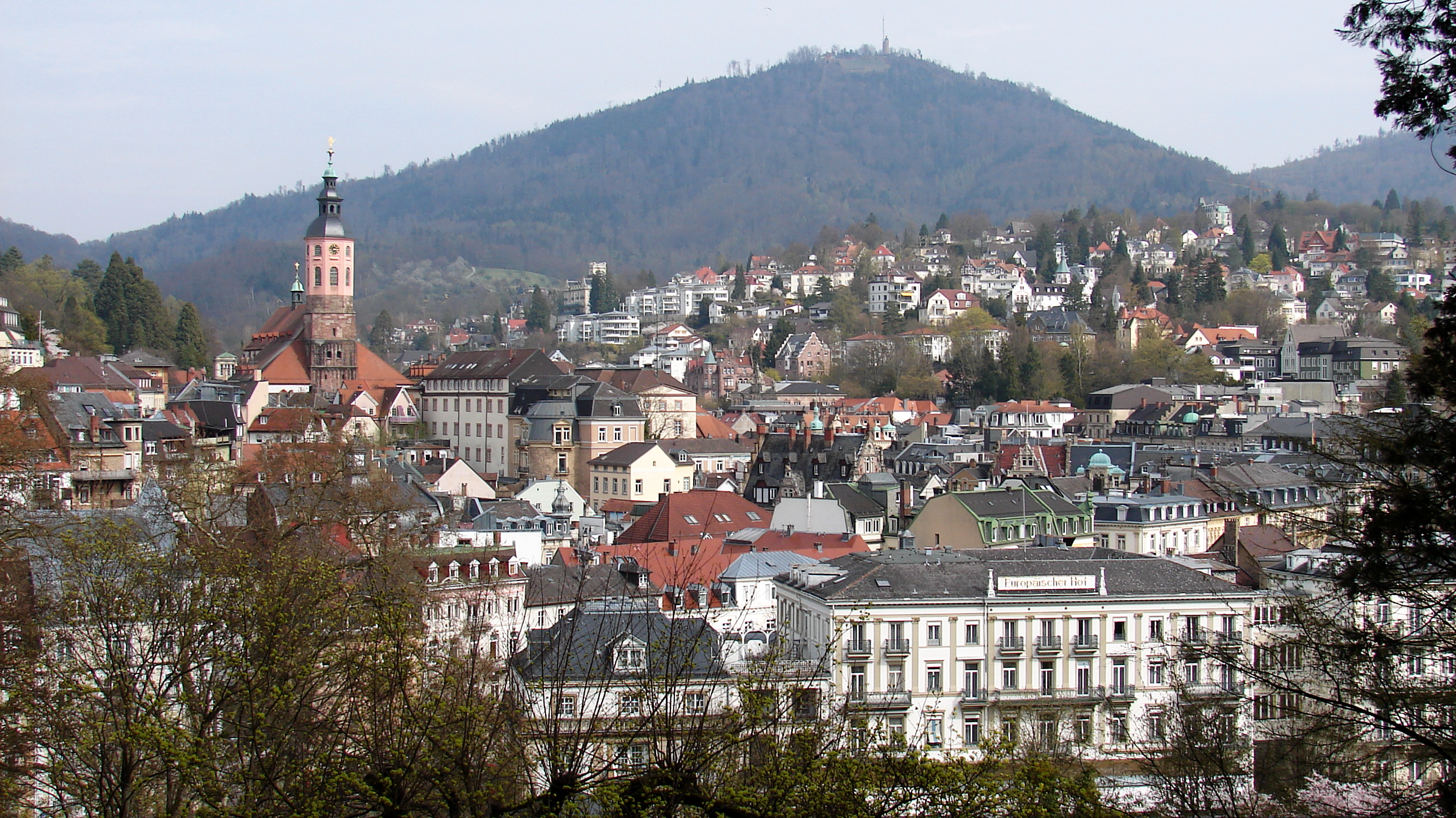
Baden-Baden und der Merkur vom Kurpark

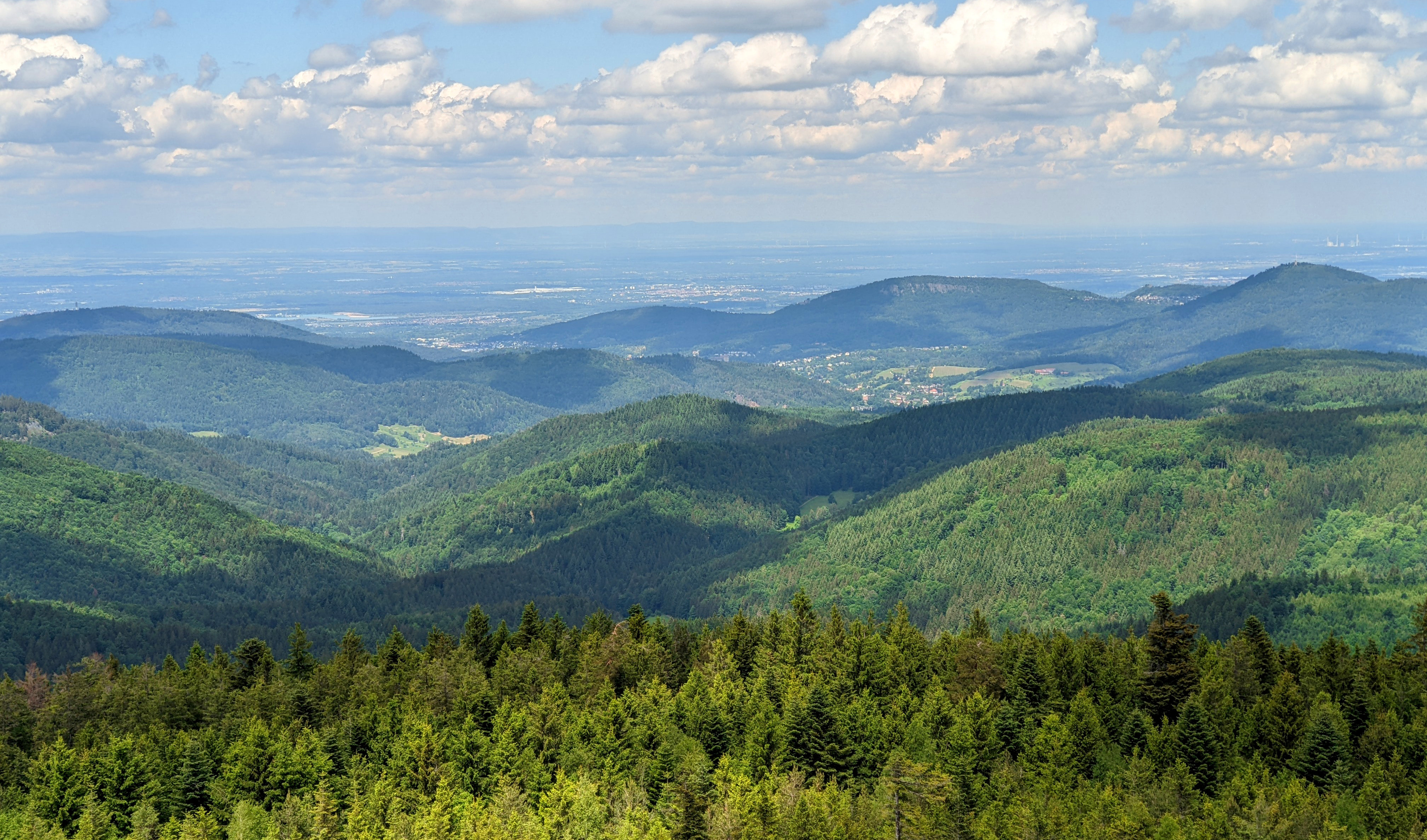
Schwarzwald bei Baden-Baden von der Badener Höhe gesehen

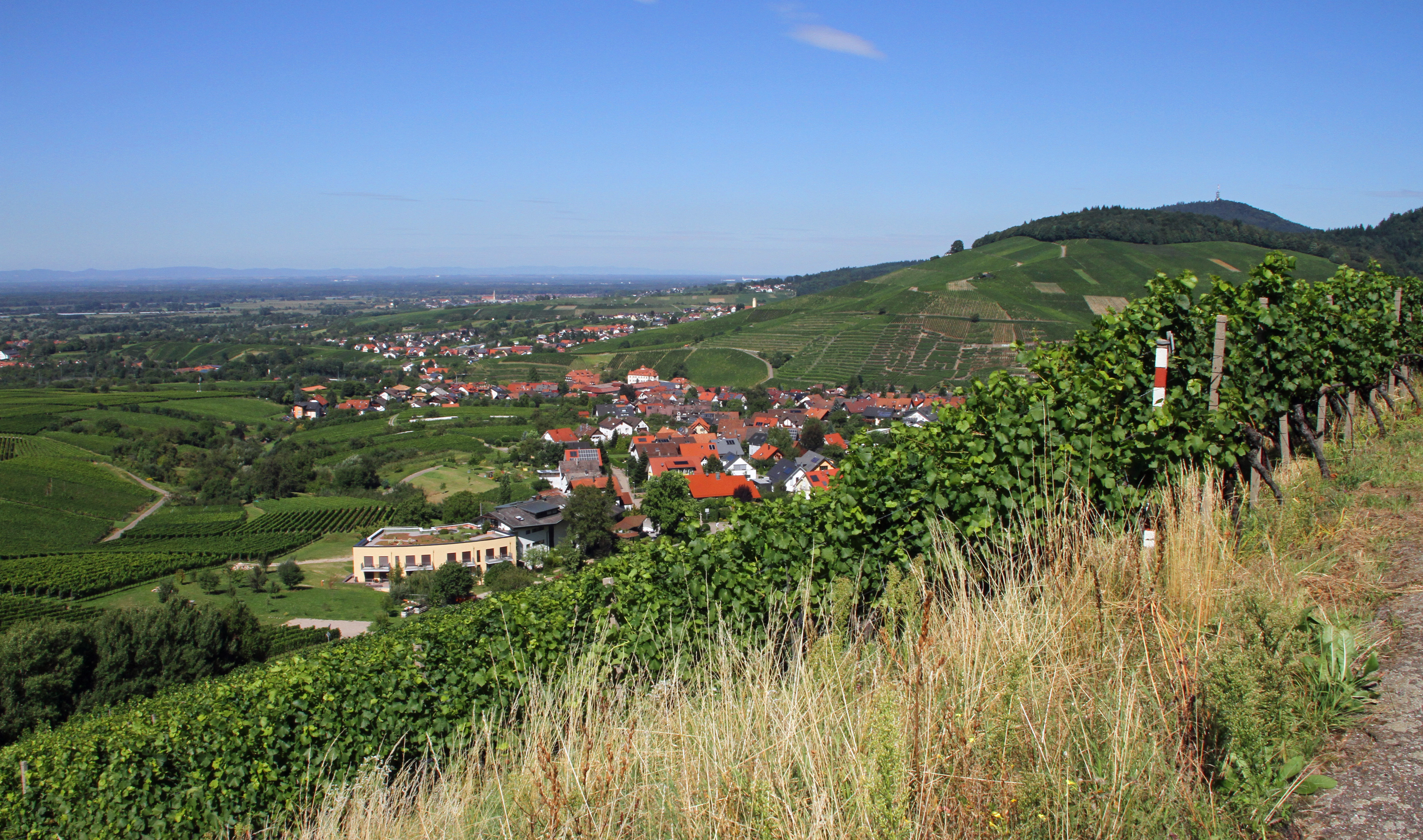
Vorbergzone und Oberrheinische Tiefebene bei Neuweier

### Lage
Der Stadtkreis Baden-Baden ist umgeben vom Landkreis Rastatt. Baden-Baden liegt am Westrand des nördlichen Schwarzwaldes im Tal der Oos, eines kleinen Flusses, der etwa 13 Kilometer weiter bei Rastatt in die Murg mündet. Die östlichen Stadtteile schmiegen sich in die Hänge des Schwarzwaldes. Höchster Berg des Stadtgebietes ist mit 1002 m die Badener Höhe. Die westlichen Stadtteile liegen in der Vorbergzone und der Oberrheinischen Tiefebene, wo sich die mit 112 Metern tiefste Stelle der Gemarkung in der Geggenau im Naturschutzgebiet Rastatter Ried befindet.

### Regionale Bedeutung
Baden-Baden bildet ein Mittelzentrum mit Teilfunktionen eines Oberzentrums. Zum Mittelbereich Baden-Baden gehören neben der Stadt Baden-Baden auch die Gemeinden Hügelsheim und Sinzheim, die beide im Landkreis Rastatt liegen. Darüber hinaus bestehen Beziehungen mit dem französischen Nord-Elsass.

### Stadtgliederung
Die Stadt Baden-Baden gliedert sich in folgende elf Stadtteile: Balg, Ebersteinburg, Haueneberstein, Innenstadt, Lichtental (mit Oberbeuern und Geroldsau), Neuweier, Oos, Sandweier, Steinbach, Varnhalt und Weststadt.
Außerdem gibt es zahlreiche weitere Wohnplätze oder Wohngebiete mit eigenem Namen, die teilweise sehr verstreut sind: Gaisbach, Gallenbach (Varnhalt), Hungerberg, Malschbach, Mührich, Müllenbach, Schmalbach, Schneckenbach (Neuweier), Seelach, Umweg (Steinbach) und Unterer Plättig.
Die Stadtteile Ebersteinburg, Haueneberstein und Sandweier haben jeweils eine eigene Ortsverwaltung mit einem Ortsvorsteher. Die Stadtteile Steinbach, Neuweier und Varnhalt haben eine gemeinsame Ortsverwaltung (Rebland) ebenfalls mit einem Ortsvorsteher.
Im Stadtkreis Baden-Baden liegen drei unbewohnte Exklaven der Nachbargemeinde Sinzheim, darunter das Klostergut Fremersberg.

### Nachbarkommunen
Folgende Städte und Gemeinden grenzen an die Stadt Baden-Baden. Sie werden im Uhrzeigersinn genannt, beginnend im Norden, und gehören alle zum Landkreis Rastatt: Rastatt, Kuppenheim, Gaggenau, Gernsbach, Weisenbach, Forbach, Bühl, Bühlertal, Sinzheim, Hügelsheim und Iffezheim.

### Flächenaufteilung
Nach Daten des Statistischen Landesamtes, Stand 2017.
Die Kurstadt Baden-Baden hat den größten Gemeindewaldbesitz. Um 1952 waren es 5650 Hektar. Mit 85,26 Quadratkilometern oder 60,8 Prozent der Stadtfläche (Landesdurchschnitt für Baden-Württemberg: 37,8 Prozent) ist ein überdurchschnittlich großer Flächenanteil mit Wald bedeckt. Davon sind etwa 75 Quadratkilometer in kommunalem Besitz, womit der Baden-Badener Stadtwald einer der größten in Deutschland ist.

### Schutzgebiete
Im Bereich zwischen Badener Höhe und Schwarzwaldhochstraße hat Baden-Baden Anteil am Nationalpark Schwarzwald. Sieben Naturschutzgebiete liegen ganz oder teilweise auf der Gemarkung der Stadt und nehmen knapp fünf Prozent der Gemeindefläche ein. Mehr als 60 Prozent der Fläche stehen unter Landschaftsschutz, überwiegend im Landschaftsschutzgebiet Baden-Baden. Zu den sechs flächenhaften Naturdenkmalen in Baden-Baden zählen der Geroldsauer Wasserfall und die Wolfsschlucht. Über hundert Einzelbäume in den Gärten, Parks und Wäldern sind als Naturdenkmale geschützt.

### Klima
|                        | Jan   | Feb  | Mär   | Apr  | Mai   | Jun   | Jul   | Aug   | Sep  | Okt   | Nov   | Dez   |   |      |
| Mittl. Temperatur (°C) | 2,2   | 2,9  | 6,2   | 10,0 | 14,1  | 17,5  | 19,3  | 18,8  | 14,7 | 10,4  | 5,7   | 3,0   | ⌀ | 10,4 |
| Mittl. Tagesmax. (°C)  | 5,6   | 7,1  | 11,4  | 16,0 | 19,8  | 23,2  | 25,2  | 25,1  | 20,5 | 15,4  | 9,5   | 6,3   | ⌀ | 15,5 |
| Mittl. Tagesmin. (°C)  | −1,3  | −1,1 | 1,4   | 4,1  | 8,2   | 11,6  | 13,5  | 13,1  | 9,5  | 6,1   | 2,2   | −0,2  | ⌀ | 5,6  |
|                        |       |      |       |      |       |       |       |       |      |       |       |       |   |      |
| Niederschlag (mm)      | 107,0 | 99,0 | 106,0 | 79,0 | 119,0 | 104,0 | 117,0 | 102,0 | 91,0 | 109,0 | 113,0 | 122,0 | Σ | 1268 |

| −1,3 |

| −1,1 |

| 1,4 |

| 4,1 |

| 8,2 |

| 11,6 |

| 13,5 |

| 13,1 |

| 9,5 |

| 6,1 |

| 2,2 |

| −0,2 |

| −1,3 |

| −1,1 |

| 1,4 |

| 4,1 |

| 8,2 |

| 11,6 |

| 13,5 |

| 13,1 |

| 9,5 |

| 6,1 |

| 2,2 |

| −0,2 |

## Geschichte

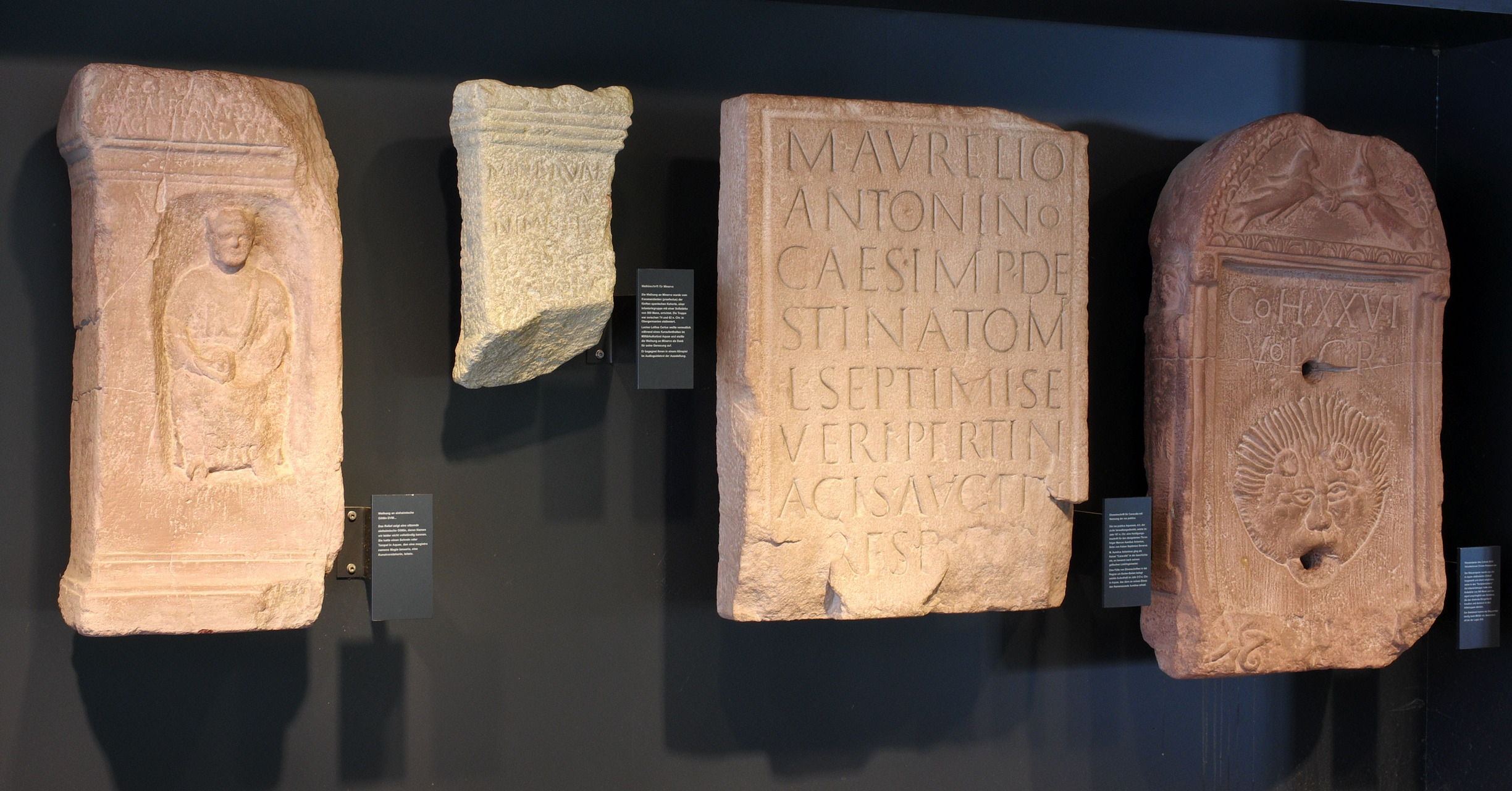
Römische Reliefs aus Aquae

### Vorgeschichte
Erste Spuren der Besiedlung des Oostals finden sich aus der Mittelsteinzeit um 8000 bis 4000 v. Chr., Grabfunde in der Rheinebene und im Übergang zum Schwarzwald sind auch für die nachfolgenden Epochen der Stein- und der Bronzezeit belegt. Auf dem Battert finden sich noch Überreste eines vermutlich keltischen Ringwalls.

### Aquae
Vor allem mit den Römern, die die bis zu 68 Grad Celsius heißen Thermalquellen schätzten, kam Baden-Baden zu seiner Bedeutung. Nach der Besetzung der rechtsrheinischen Gebiete unter Kaiser Vespasian gründeten sie um die Mitte der 70er-Jahre n. Chr. zunächst ein Militärlager südlich der heutigen Altstadt bei der Realschule auf dem „Rettig“-Plateau. Nachdem von dort aus die Siedlung und Badeanlagen im Gebiet der Altstadt angelegt wurden, wich das Lager einem Repräsentationsbauwerk für Verwaltungszwecke. Der Ort trug den Namen Aquae (lateinisch für Wasser/Bad). Er entwickelte sich zum Militärkurbad und umfasste mehrere Bäder. Die Kaisertherme lag im Bereich der heutigen Stiftskirche (Umrisse in der Pflasterung dargestellt). Laut einer Steininschrift ließ Kaiser Marcus Aurelius Antoninus (Caracalla) sie im Jahr 213 luxuriös ausbauen. Der Grundriss des Bauwerks ist im Pflaster des heutigen Marktplatzes markiert. Die Soldatenbäder befanden sich im Bereich des heutigen Friedrichsbades und die Ruinen sind öffentlich zugänglich. Der Kern der stadtartigen Siedlung befand sich nach aktuellem Kenntnisstand entlang des Rotenbachs. Gemäß den Keramikfunden dürfte sich Aquae entlang einer gebogenen Straße etwa zwischen der Lange Straße 16 und der Gernsbacher Straße 42 aufgebaut haben. Dieser Aufbau war wahrscheinlich schon zur Gründungszeit um 75 n. Chr. vorhanden und später kamen wohl nur noch vereinzelte Häuser südlich davon hinzu. Des Weiteren deuten die Ausgrabungen auf die Existenz eines Weihebezirks südöstlich der Bäder (Römerplatz) sowie eines Schuttplatzes östlich des Orts im Rotenbachtal hin. Nachgewiesen sind zudem auch eine Garküche in der Gernsbacher Straße sowie ein Kanal, welcher vom Rotenbach kommend südlich entlang der Gernsbacher Straße verlief und zur Ableitung von Abwasser diente. Nordwestlich der Siedlung lag an der Oos beim heutigen Hindenburgplatz ein römisches Gräberfeld mit mehreren Grabdenkmalen sowohl von Militär- als auch von Zivilpersonen.
Der Vicus war Hauptort einer selbstverwalteten Gebietskörperschaft. Diese wurde erstmals auf einer Inschrift von 197 n. Chr. als respublica Aquensis erwähnt. Ab 213/217 ist die Bezeichnung Civitas Aquensis aufgetaucht, welcher später noch den Beinamen Aurelia erhielt. Die Ausdehnung dieser Civitas ist unbekannt, sie wird in der mittleren Oberrheinebene und im Nordschwarzwald vermutet.
Um 260 n. Chr. eroberten die Alamannen die Gegend.

### Völkerwanderungszeit und Mittelalter

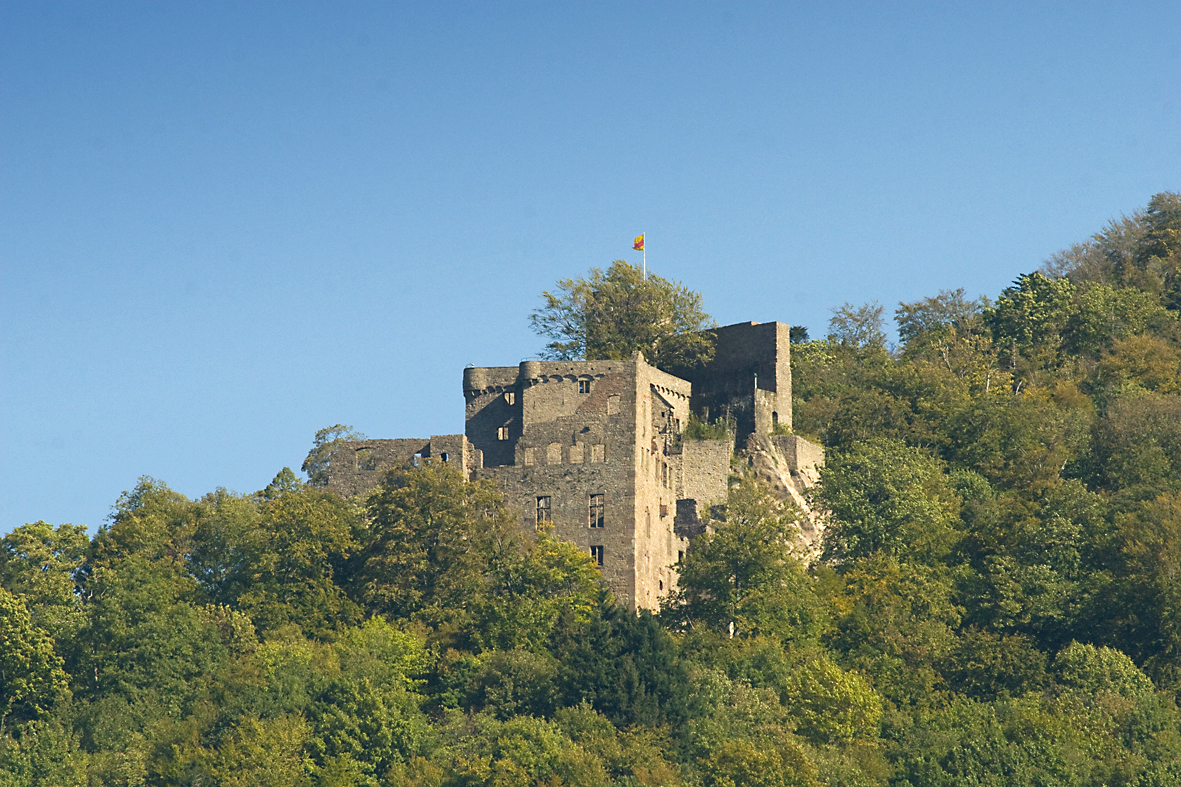
Ruine Hohenbaden, das sogenannte Alte Schloss am Hang des Battert

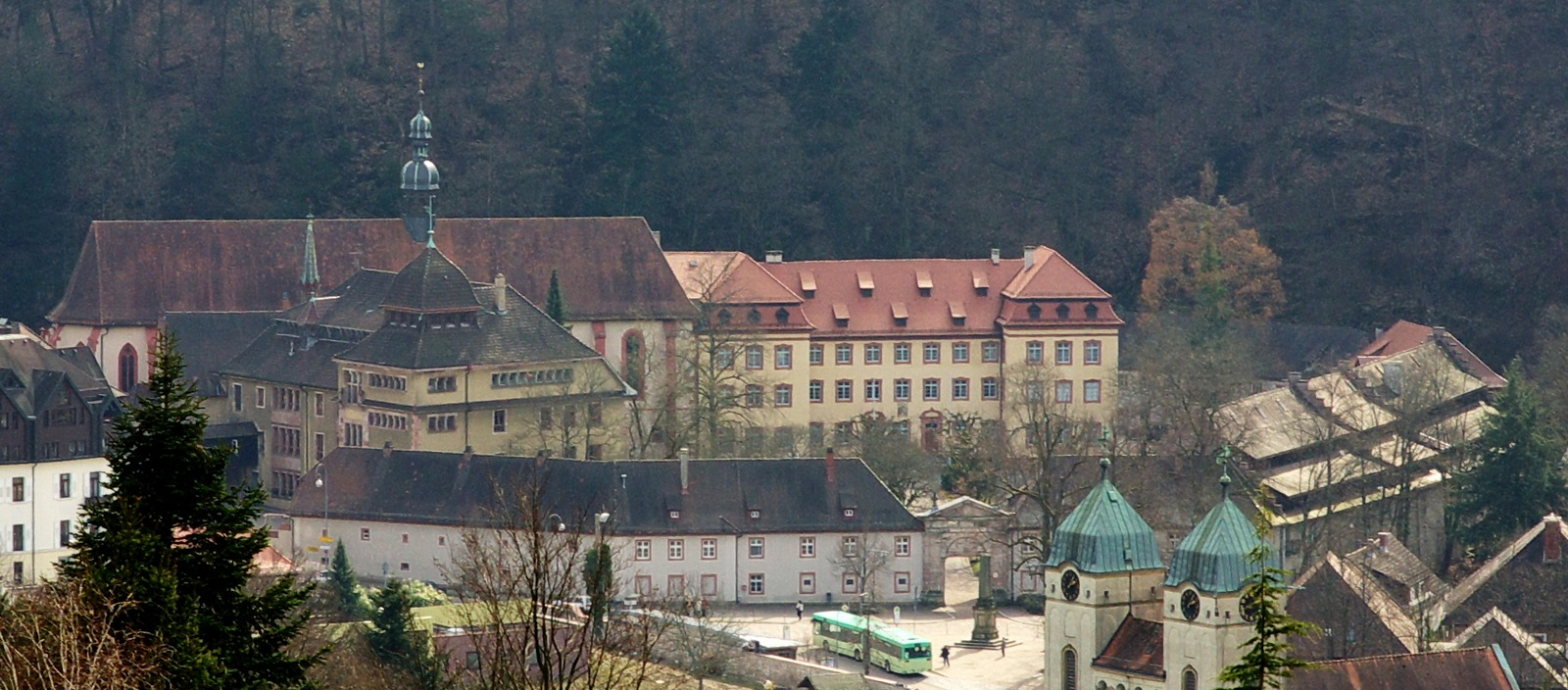
Kloster Lichtenthal

Um oder bald nach 500 kam das Gebiet unter fränkische Herrschaft und wurde Grenzort zum alemannischen Stammesgebiet, das südlich der Oos begann. Die erste urkundliche Erwähnung Baden-Badens ist umstritten. Laut einer oft als Fälschung des Hochmittelalters bezeichneten und nicht im Original erhaltenen Urkunde soll Merowingerkönig Dagobert III. im Jahr 712, nach anderer Deutung Dagobert II. im Jahr 675, die Mark samt ihren heißen Quellen dem Kloster Weißenburg geschenkt haben. Der Ort wird mit „balneas […] in pago Auciacensi sitas“ („im Oosgau gelegene Bäder“) und „balneis, quas dicunt Aquas calidas“ („Bäder, die sie Aquas calidas [heiße Quellen] nennen“) bezeichnet. Eine Urkunde aus dem Jahr 856 bezieht sich auf dieselbe Schenkung und ist ebenfalls umstritten. Der erste sichere nachantike Beleg ist eine Schenkungsurkunde Ottos III. aus dem Jahr 987, die den Ort „Badon“ nennt und erstmals eine Kirche erwähnt. Im Jahr 1046 wird erstmals das Marktrecht des Ortes erwähnt.
Um 1100 wurde die Burg Hohenbaden erbaut. Graf Hermann II. aus dem Geschlecht der Zähringer erwarb das Gebiet um Baden-Baden Anfang des 12. Jahrhunderts und nannte sich im Jahre 1112 erstmals Markgraf von Baden bzw. Herr der Markgrafschaft Baden. 1245 wurde das Kloster Lichtenthal gegründet, das bis 1372 Grablege der Markgrafen von Baden war. Etwa zur selben Zeit (um 1250) erlangte Baden das Stadtrecht. Als solche wird Baden erstmals 1288 ausdrücklich genannt.
Mit der Erlaubnis des Markgrafen Friedrich II. wurden ab 1306 die Thermalquellen für Bäder genutzt. Ende des 14. Jahrhunderts wurde auf dem Schlossberg eine Burg errichtet, sie bildet den Kern des heutigen Neuen Schlosses. Im Jahre 1417 besuchte König Sigmund die Stadt Baden. Im Jahre 1453 wurde sie Pfarrkirche in eine Stiftskirche umgewandelt und zur Grablege der Markgrafen.
Im Jahre 1473 reiste Kaiser Friedrich III. zur Badekur und zum Fürstentag nach Baden. Unter Markgraf Christoph I. wurde 1479 die Residenz von der Burg Hohenbaden ins Neue Schloss verlegt.

### Die Stadt Baden-Baden in der Neuzeit

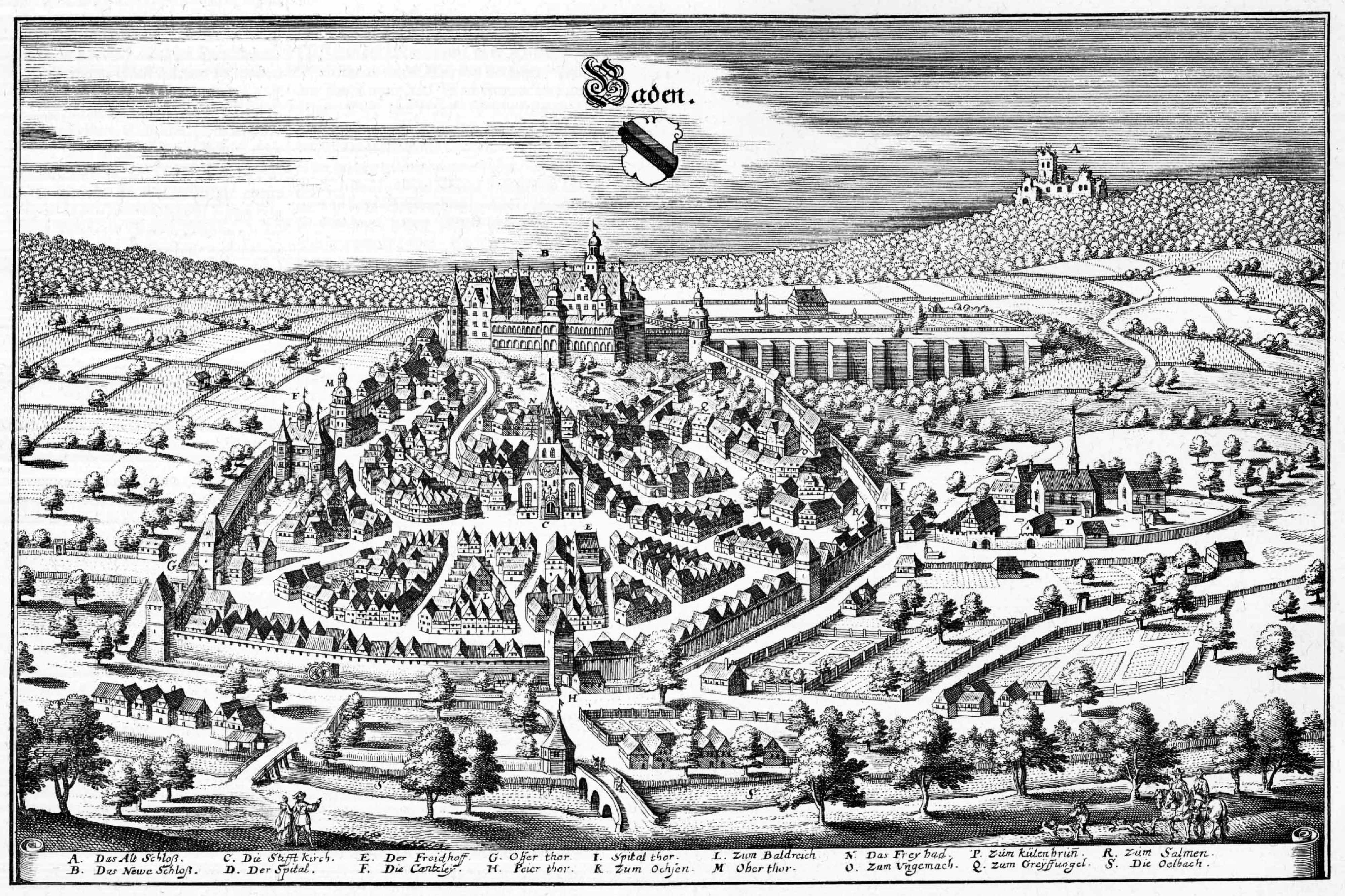
Stadtansicht aus der Topographia Sueviae von Matthäus Merian, 1643

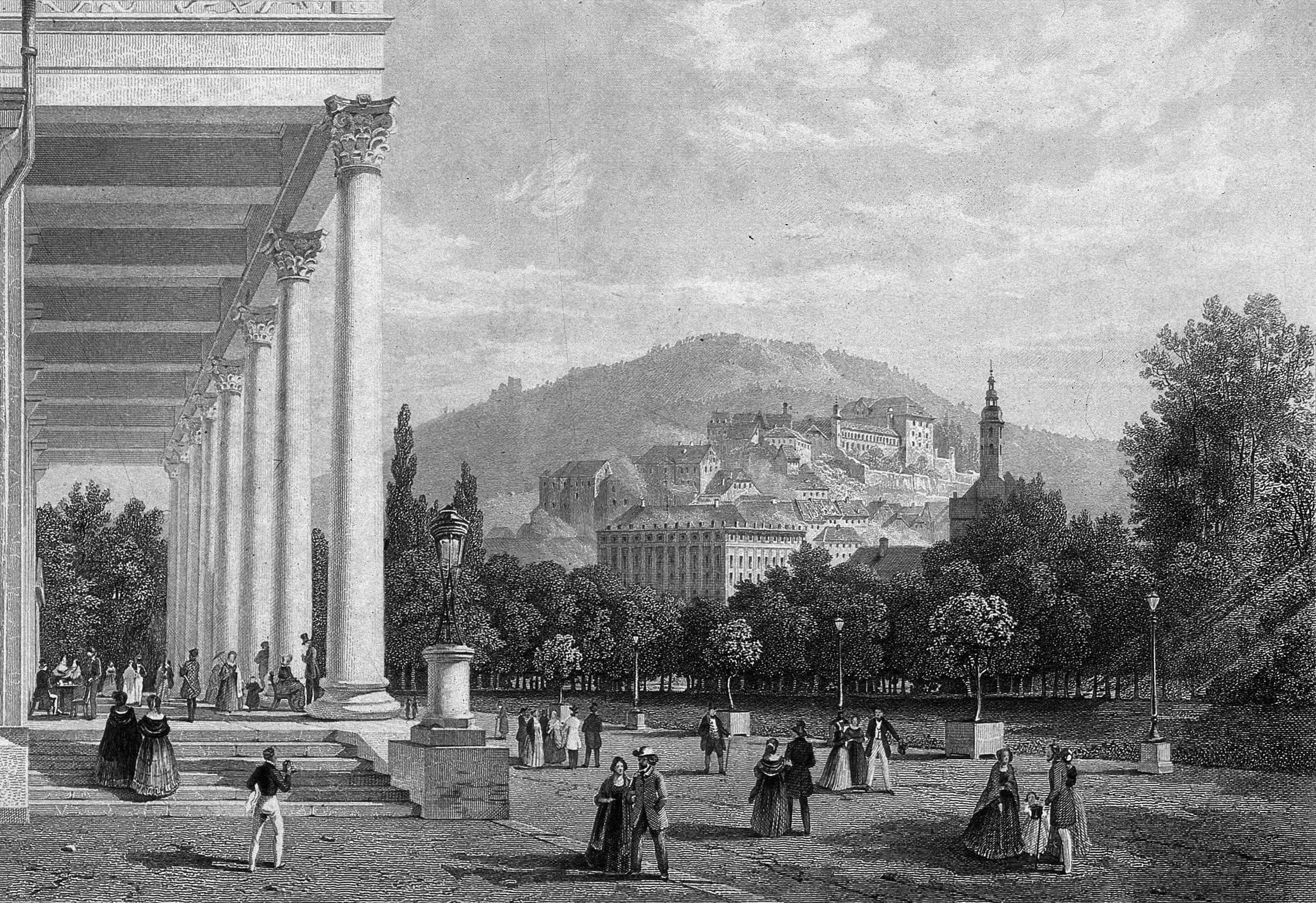
Flaneure vor dem Kurhaus im 19. Jahrhundert

Die erste Kurtaxe wurde 1507 erhoben, ein Kurdirektor kümmerte sich um den aufstrebenden Kurbetrieb. Ab 1500 lag die Stadt im Schwäbischen Reichskreis. Nach Teilung der Markgrafschaft Baden 1535 blieb das heutige Baden-Baden Residenzstadt der Bernhardinischen Linie des Herrscherhauses und Hauptstadt der Markgrafschaft Baden-Baden.
Die Stadt war 1570 bis 1631 von Hexenverfolgung betroffen. 134 Menschen in der Stadt und ihren heutigen Ortsteilen gerieten in einen Hexenprozess, mindestens 102 kamen zu Tode. Die letzte Hinrichtung fand 1631 statt: Margaretha, Frau des Schlossers Jakob Dioniß.
Während des Pfälzischen Erbfolgekrieges wurde Baden-Baden am 24. August 1689 von französischen Truppen niedergebrannt, in der Folge kam auch der Bäderbetrieb zum Erliegen. 1705 verlegte Ludwig Wilhelm von Baden-Baden die Residenz nach Rastatt; Baden-Baden blieb hingegen Amtsstadt.
Mit dem Rastatter Kongress wurde Baden-Baden am Ende des 18. Jahrhunderts wiederentdeckt und in der Folge vom badischen Staat zum Kurort ausgebaut. Viele herrschaftliche Gäste machten den Ort zur „Sommerhauptstadt Europas“. Paris war die „Winterhauptstadt“. Es waren Luxushotels entstanden, das Kurhaus (1821 bis 1824) und die Spielbank (1810 bis 1811), die jedoch 1872 wieder geschlossen worden ist und von 1933 bis 1943 wieder geöffnet war. Internationale Pferderennen finden seit 1858 auf dem Rennplatz Iffezheim statt. Anfangs wurden diese vom frühen Tourismusunternehmer und Mäzen Edouard Bénazet veranstaltet und mit Einnahmen aus der Baden-Badener Spielbank, deren Pächter er war, finanziert. Im Jahr 1872 übernahm der im selben Jahr gegründete Internationale Club Baden-Baden die Organisation der Pferderennen.
Im Jahre 1844 schloss die Badische Hauptbahn den Vorort Oos an das Eisenbahnnetz an. Mit der Stichbahn zum Stadtbahnhof erhielt 1845 auch der Kurort selbst seinen Bahnanschluss. Ab 1910 verkehrte die Straßenbahn Baden-Baden innerhalb der Stadt, die von 1949 bis 1971 durch Oberleitungsbusse abgelöst wurde.
Der 1858 errichtete Musikpavillon Baden-Baden diente bis 1912 für Kurkonzerte. Heute steht an seiner Stelle die Kurmuschel. Im Jahre 1863 wurde der Kreis Baden errichtet, dem die Bezirksämter Achern, Baden, Bühl, Rastatt und Gernsbach angehörten. Im Jahre 1924 war das Bezirksamt Baden aufgelöst worden, doch wurde die Stadt Baden-Baden 1939 zum Stadtkreis erklärt.

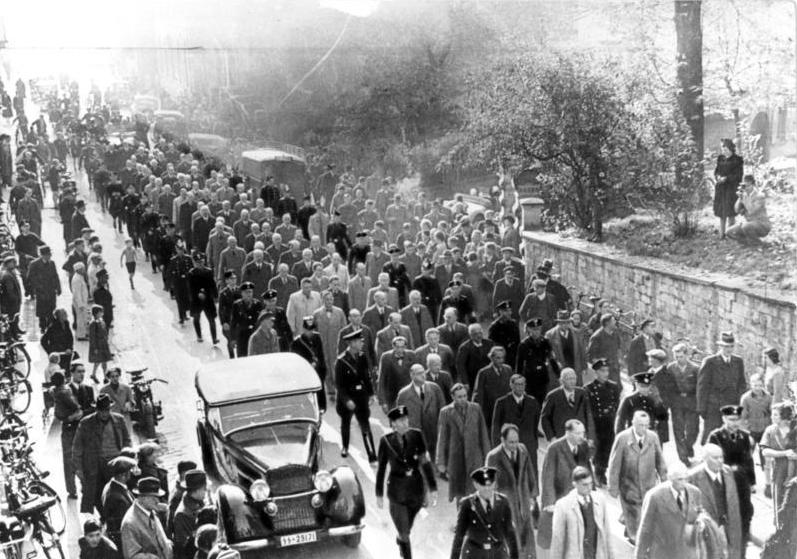
Verhaftete Juden in Baden-Baden unter Bewachung von Schutzstaffel und Polizei nach den Novemberpogromen 1938

Bei den Novemberpogromen 1938 wurde die Synagoge zerstört und zahlreiche Geschäfte und Wohnungen jüdischer Bürger vor den Augen der Polizei verwüstet und geplündert. Die jüdischen Bewohner wurden in das Konzentrationslager Dachau verschleppt, um sie zur Emigration zu nötigen und ihr Vermögen zu „arisieren“.
Während des Zweiten Weltkrieges waren 4365 Menschen als NS-Zwangsarbeiter in den Lagern Baden-Baden, Steinbach, Malschbach und Sandweier interniert. Auf dem Friedhof Lichtental befindet sich ein Gedenkstein für die 235 sowjetischen Toten aus Malschbach.
Baden-Baden zählte nicht zu den Schwerpunktzielen des strategischen Luftkriegs. Am 11. März 1943 wurde jedoch der Stadtteil Lichtental von Bomben getroffen, wobei die St. Bonifatiuskirche schwer beschädigt wurde und vollständig ausbrannte. Nachdem am 17. Dezember 1944 auch der Stadtteil Balg von Bomben getroffen worden war, wurden am 30. Dezember 1944 bei einem Luftangriff auf den Stadtteil Oos rund 300 Häuser (d. h. rund ein Drittel von Oos) zerstört oder, wie z. B. auch die Ooser Kirche, schwer beschädigt. Am 2. Januar 1945 entstanden bei einem weiteren Luftangriff auf den Bahnhof Oos und die Kasernen an der Schwarzwaldstraße erneut ausgedehnte Schäden. Durch Luftangriffe wurde die Stadt zu insgesamt 3,1 Prozent zerstört. Dabei kamen insgesamt 125 Menschen ums Leben. Von den 1939 vorhandenen 9.615 Wohnungen wurden 296 (3,07 Prozent) vollständig zerstört und 557 (5,77 Prozent) schwer beschädigt, und bei Kriegsende mussten 79.000 Kubikmeter Trümmerschutt abgefahren werden.
Nach dem Zweiten Weltkrieg wurde Baden-Baden Sitz der französischen Zonen-Regierung und Hauptquartier der Französischen Streitkräfte in Deutschland. Die Spielbank nahm 1950 ihren Betrieb wieder auf. Es entstand der Südwestfunk in Baden-Baden, dessen Nachfolger Südwestrundfunk noch heute einen wichtigen Teil seines Programms hier produziert. Im Jahre 1977 wurde die Stichbahn in den Stadtkern stillgelegt, und der Ooser Bahnhof erhielt den Namen Bahnhof Baden-Baden. 1981 war Baden-Baden Gastgeber der zweiten Landesgartenschau Baden-Württembergs.

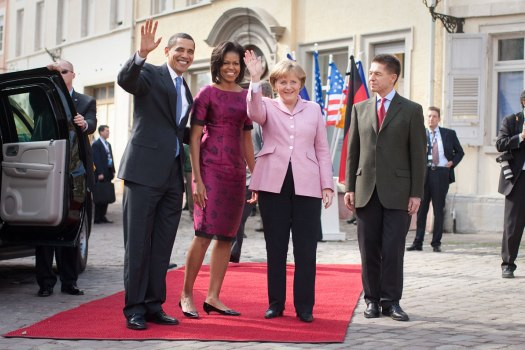
Erster Staatsempfang in Deutschland für den Präsidenten der Vereinigten Staaten Barack Obama am 3. April 2009 auf dem Baden-Badener Marktplatz

Im Jahre 1963 wurde in Baden-Baden eine IOC-Session und 1981 der elfte Olympische Kongress ausgerichtet. In beiden Tagungen standen ungeheure Probleme auf der Tagesordnung, die in Baden-Baden gelöst wurden und letztendlich den Fortbestand der Olympischen Spiele sicherten. Zudem wurde im Jahre 1981 die beiden Städte Calgary (Kanada) und Seoul (Südkorea) für die Olympischen Spiele 1988 als Austragungsstätten nominiert. Das Internationale Olympische Komitee (IOC) verlieh 1996 Baden-Baden den Titel Olympische Stadt für die Verdienste um die Olympische Bewegung. Baden-Baden ist damit die neunte Stadt weltweit, die mit diesem Titel ausgezeichnet wurde. Dessen äußeres Zeichen ist der von Pierre de Coubertin geschaffene „Olympic Cup“, den IOC-Präsident Juan Antonio Samaranch 1997 persönlich in Baden-Baden übergab.
Seit 1992 wird in Baden-Baden der Deutsche Medienpreis verliehen. Mit dem bis 1999 vollzogenen Abzug der französischen Streitkräfte wurden in den westlichen Stadtgebieten große Grundstücks- und Gebäudeflächen für eine zivile Nutzung frei. Dort entsteht seither das neue Stadtviertel Cité.
Am 3. und 4. April 2009 war Baden-Baden einer der Gastgeberorte des Gipfels zum 60. Jubiläum der NATO. Im Kurhaus fand ein Arbeitsessen der Staats- und Regierungschefs der Mitgliedsstaaten statt. Am 17. und 18. März 2017 trafen sich die Finanzminister und Notenbankgouverneure der G20-Staaten in Baden-Baden.

### 2021: Kurort mit Welterbestatus
Baden-Baden galt während seiner Glanzzeit im 19. Jahrhundert als „Sommerhauptstadt Europas“ und zählte zu den europäischen Kurstädten von Weltrang, was sich in der städtebaulichen Entwicklung ausdrückte und bis heute im Stadtbild widerspiegelt.
Vor diesem Hintergrund bewarb sich 2010 unter Federführung des Landesamtes für Denkmalpflege Baden-Württemberg die Stadt Baden-Baden gemeinsam mit anderen internationalen Kurorten unter dem Titel Bedeutende Kurstädte Europas (Great Spas of Europe) um Aufnahme in die Welterbeliste der UNESCO und wurde seit 2014 auf der Tentativliste geführt. Nach einem längeren Prüfungs- und Auswahlprozess, bei dem mehrere Städte ausschieden, und nach einer Neueinreichung des Welterbeantrags Anfang 2019, kam es während der 44. Sitzung des Welterbe-Komitees in Fuzhou (China) am 24. Juli 2021 zur Entscheidung der UNESCO, dass elf europäische Kurstädte in die Welterbeliste eingetragen werden, darunter Baden-Baden, neben den zwei anderen deutschen Kurorten Bad Ems und Bad Kissingen.
Der Flächendenkmalschutz des Welterbes in Baden-Baden umfasst 230 Hektar mit vielen Einzelobjekten, umgrenzt von einer 2377 Hektar großen Pufferzone (Buffer Zone). Die Hauptgebiete liegen in der Altstadt mit dem historischen Bäderviertel, dem Kurviertel, den Villenvierteln Beutig-Quettig und Annaberg sowie den Vorstädten bis Lichtental. Zentrale Einzelobjekte des UNESCO-Welterbes sind 13 Thermalquellen, Gebäude, die mit den Heilquellen in Verbindung stehen (z. B. Friedrichsbad, Trinkhalle), Gebäude für Freizeit und Vergnügen (z. B. Konversationshaus, Theater, Kurhauskolonnaden), Unterkünfte (z. B. Hotel Badischer Hof, Villa Solms), Kirchen (z. B. Stiftskirche, Kloster Lichtental), Kurlandschaft (z. B. Schlossgarten, Lichtentaler Allee) und spezielle kurstädtische Infrastruktur (Molkenkur).
Mit der Aufnahme in die Welterbeliste verpflichtete sich die Bundesrepublik Deutschland – über den bereits geltenden Denkmalschutz hinaus – die Welterbestätte in besonderem Maße zu schützen, zu pflegen und nachhaltige Entwicklungs- und Tourismuskonzepte umzusetzen. Alle Welterbestätten werden regelmäßig intern und von internationalen Fachgremien überprüft.

### Eingemeindungen im 20. Jahrhundert
Folgende Städte und Gemeinden wurden in die Stadt bzw. in den Stadtkreis Baden-Baden eingegliedert:
- 1. Januar 1909: Lichtenthal, Bezirksamt Baden
- 1. April 1928: Oos, Bezirksamt Rastatt
- 1. April 1939: Balg, Landkreis Rastatt
- 1. Januar 1972: Ebersteinburg, Landkreis Rastatt[43]
- 1. Juli 1972: Neuweier, Steinbach und Varnhalt, alle Landkreis Bühl[43]
- 1. Januar 1974: Haueneberstein, Landkreis Rastatt[44]
- 1. Januar 1975: Sandweier, Landkreis Rastatt[44]

### Einwohnerentwicklung
Einwohnerzahlen nach dem jeweiligen Gebietsstand. Die Zahlen sind Volkszählungsergebnisse (¹) oder amtliche Fortschreibungen der jeweiligen Statistischen Ämter (nur Hauptwohnsitze).

Einwohnerentwicklung in Baden-Baden 1790 bis 2017

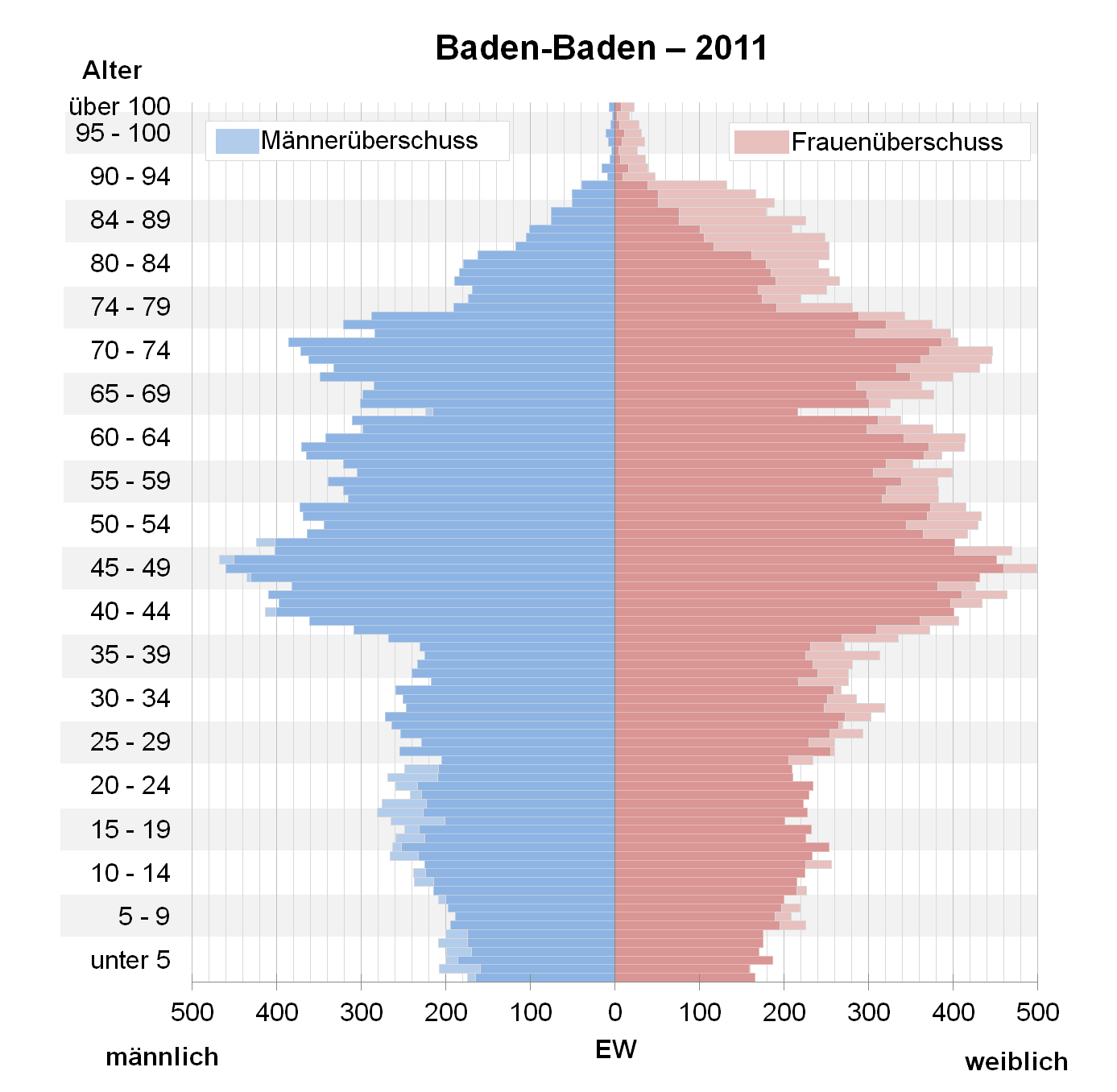
Bevölkerungspyramide für Baden-Baden (Datenquelle: Zensus 2011)

| Jahr                 | Einwohner |
| -------------------- | --------- |
| 1790                 | 1900      |
| 1812                 | 3085      |
| 1852                 | 6714      |
| 1. Dezember 1871 1   | 10.080    |
| 1. Dezember 1880 1   | 11.923    |
| 1. Dezember 1890 1   | 13.884    |
| 1. Dezember 1900 1   | 15.718    |
| 1. Dezember 1910 1   | 22.066    |
| 8. Oktober 1919 1    | 23.359    |
| 16. Juni 1925 1      | 26.021    |
| 16. Juni 1933 1      | 30.262    |
| 17. Mai 1939 1       | 33.166    |
| 1946 ¹               | 32.359    |
| 13. September 1950 1 | 36.582    |

| Jahr               | Einwohner |
| ------------------ | --------- |
| 6. Juni 1961 1     | 40.029    |
| 27. Mai 1970 1     | 37.537    |
| 31. Dezember 1975  | 49.718    |
| 31. Dezember 1980  | 49.142    |
| 30. September 1982 | 49.012    |
| 25. Mai 1987 1     | 50.127    |
| 31. Dezember 1990  | 51.849    |
| 31. Dezember 1995  | 52.745    |
| 31. Dezember 2000  | 52.729    |
| 31. Dezember 2005  | 54.581    |
| 31. Dezember 2010  | 54.445    |
| 31. Dezember 2015  | 54.160    |
| 31. Dezember 2020  | 55.449    |

## Religion

### Konfessionsstatistik
Ende 2024 waren von den 58.499 Einwohnern 30,9 % (18.063) katholisch, 13,1 % (7.654) evangelisch, während 56,0 % anderen Glaubensgemeinschaften angehörten oder konfessionslos waren. 
Ende 2015 waren von den 55.863 Einwohnern 42,1 % katholisch, 17,8 % evangelisch, während 40,1 % anderen Glaubensgemeinschaft angehörten oder konfessionslos waren. Der Anteil der evangelischen und katholischen Kirchenmitglieder ist demnach im beobachteten Zeitraum beträchtlich gesunken, während der Anteil der Sonstigen zunahm.

### Verwaltungsstruktur der christlichen Kirchen

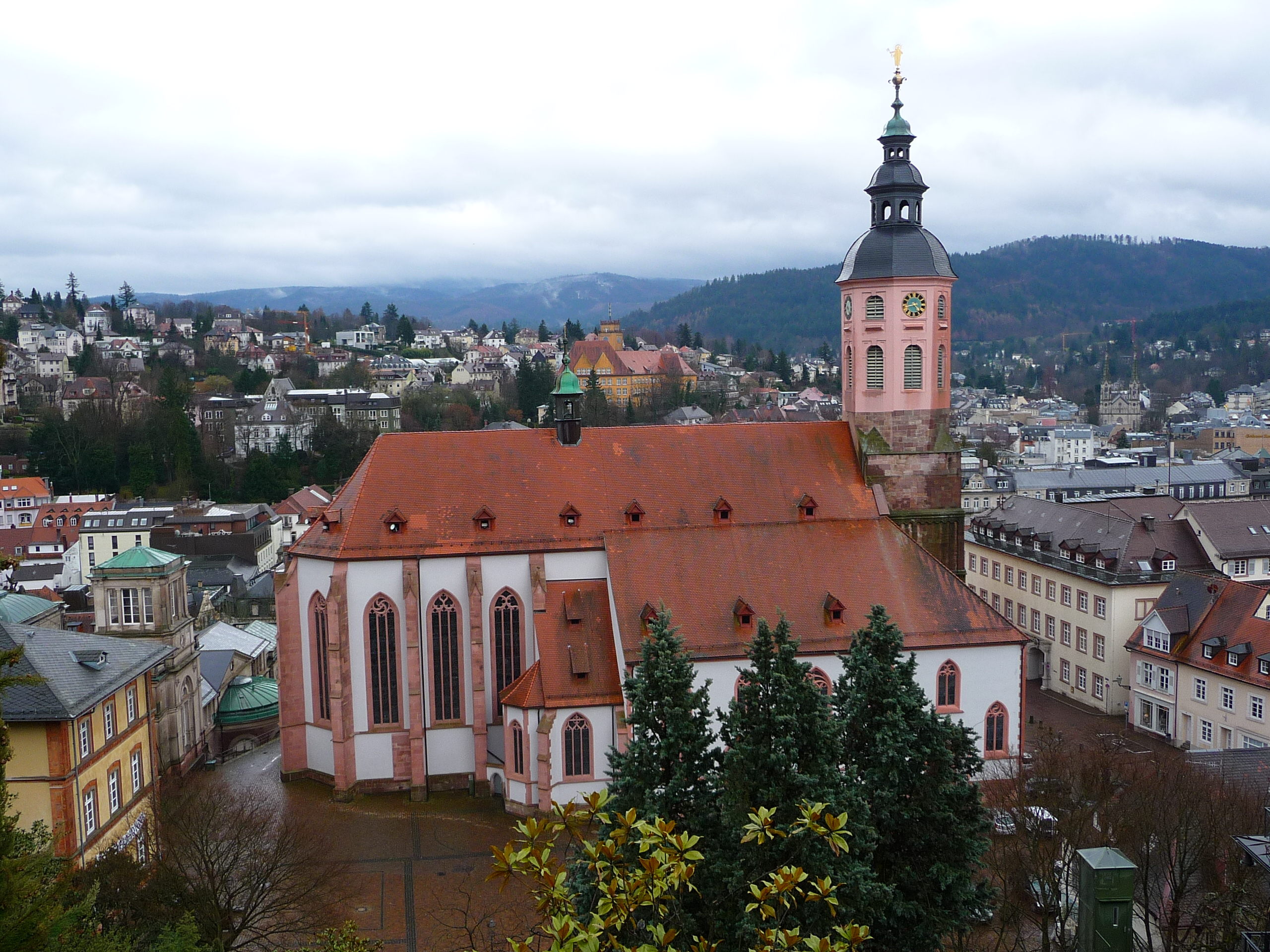
Stiftskirche Baden-Baden

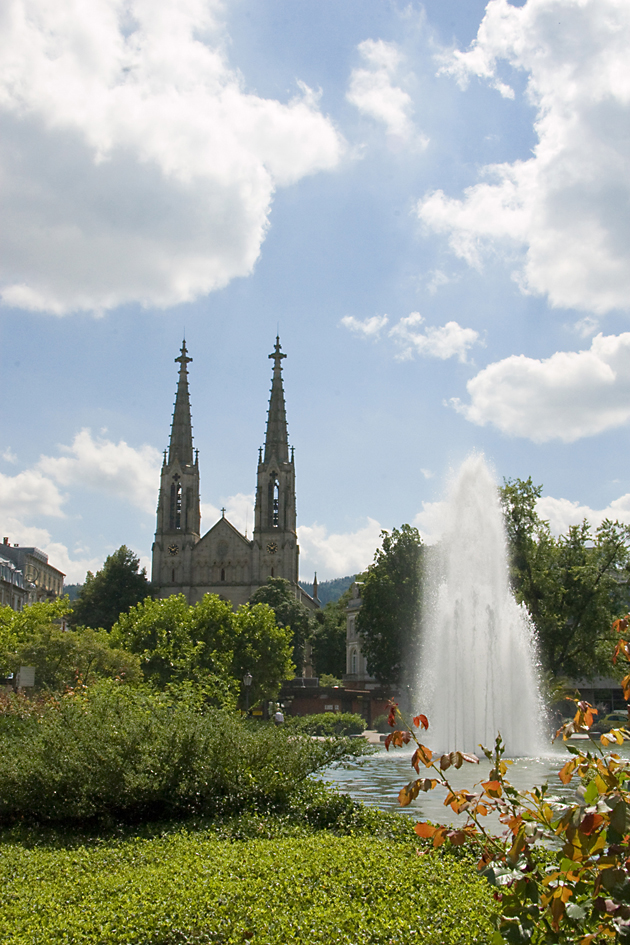
Augustaplatz und Evangelische Stadtkirche

Baden-Baden gehörte anfangs zum Bistum Speyer und zur Mainzer Kirchenprovinz. Bald nach dem Reichstag zu Worms ließ Markgraf Philipp II. evangelische Prediger in die Stadt, und bereits ab 1538 soll die ganze Stadt protestantisch gewesen sein. Offiziell wurde die Reformation erst 1556 eingeführt. Doch mussten nach seinem Tod seine Kinder auf Druck ihres Vormunds Herzog Albrecht V. wieder katholisch werden, und der evangelische Gottesdienst wurde ab 1571 verboten. 1610 wurde dann wieder ein evangelischer Hofprediger ernannt; doch holte Markgraf Wilhelm die Jesuiten in die Stadt, welche die Rekatholisierung vollzogen. Wer evangelisch bleiben wollte, musste die Stadt verlassen, so dass es ab 1650 keine Protestanten mehr in Baden-Baden gab. Unter Markgraf Karl Friedrich war ab 1771 nur der katholische Gottesdienst erlaubt. Die Gläubigen gehörten zunächst noch zum Bistum Speyer, nach dessen Auflösung zum Generalvikariat Bruchsal, und 1821/1827 wurde die Gemeinde Teil des neu gegründeten Erzbistums Freiburg. Baden-Baden wurde Sitz eines Dekanats. Die dem Dekanat zugeordneten Kirchengemeinden wurden 1976 neu geordnet. Die Dekanatsgrenzen wurden dabei dem neuen Stadtkreis Baden-Baden angepasst.

### Römisch-katholische Kirche
Im Stadtgebiet Baden-Badens gibt es heute folgende katholischen Kirchen- bzw. Pfarrgemeinden: Stiftskirche (Altstadt), St. Bernhard (Weststadt), St. Josef (Stadtmitte), St. Bonifatius (Lichtental), St. Dionysius (Oos), St. Eucharius (Balg), Hl. Geist (Geroldsau), St. Antonius (Ebersteinburg), St. Bartholomäus (Haueneberstein), St. Jakobus (Steinbach), St. Katharina (Sandweier), St. Michael (Neuweier), Herz-Jesu (Varnhalt) sowie die Autobahnkirche St. Christophorus an der Raststätte Baden-Baden. Mit dem Kloster Lichtenthal besteht eine Zisterzienserinnenabtei in der Stadt.

### Evangelische Kirche
Die wenigen Protestanten in Baden-Baden zu Anfang des 19. Jahrhunderts konnten 1832 ihre erste Gemeinde gründen. Diese gehört wie auch alle anderen heutigen Kirchengemeinden zur Evangelischen Landeskirche in Baden (Kirchenkreis Südbaden). 1855 konnte sich die Gemeinde ihre eigene Kirche erbauen, die heutige Evangelische Stadtkirche am Augustaplatz. 1960/1964 wurde die Kirchengemeinde in die Lukasgemeinde und die Markusgemeinde aufgeteilt. Weitere protestantische Gemeinden im Stadtgebiet sind die Luthergemeinde Lichtental (Pfarrei 1936 errichtet), die Paulusgemeinde in der Weststadt (Pfarrei 1946 errichtet), die Friedensgemeinde Baden-Oos (Pfarrei 1949 errichtet) und die Matthäusgemeinde Steinbach-Sinzheim. Alle evangelischen Kirchengemeinden Baden-Badens gehören heute zum Kirchenbezirk Baden-Baden und Rastatt.

### Weitere christliche Kirchen
Neben den beiden großen Kirchen gibt es in Baden-Baden Freikirchen und Gemeinden, darunter eine lutherische Gemeinde (1912 gegründet), die zur Evangelisch-Lutherischen Kirche in Baden gehört, und eine Gemeinde der Siebenten-Tags-Adventisten. Des Weiteren ist auch das Gospelhouse Baden-Baden vertreten als evangelikale Pfingstgemeinde. Es gibt eine rumänisch-orthodoxe Kirche (Stourdza-Kapelle) und eine russisch-orthodoxe Kirche. Ferner gibt es eine altkatholische Gemeinde, deren Gottesdienste in der Spitalkirche gefeiert werden. Die Anglikanisch-Episkopalische Kirche ist in der Stadt ebenfalls mit einer Gemeinde vertreten und betreut überwiegend US-amerikanische Gläubige.
Auch die Neuapostolische Kirche ist in Baden-Baden vertreten, ebenso eine Gemeinde der Zeugen Jehovas.

### Judentum

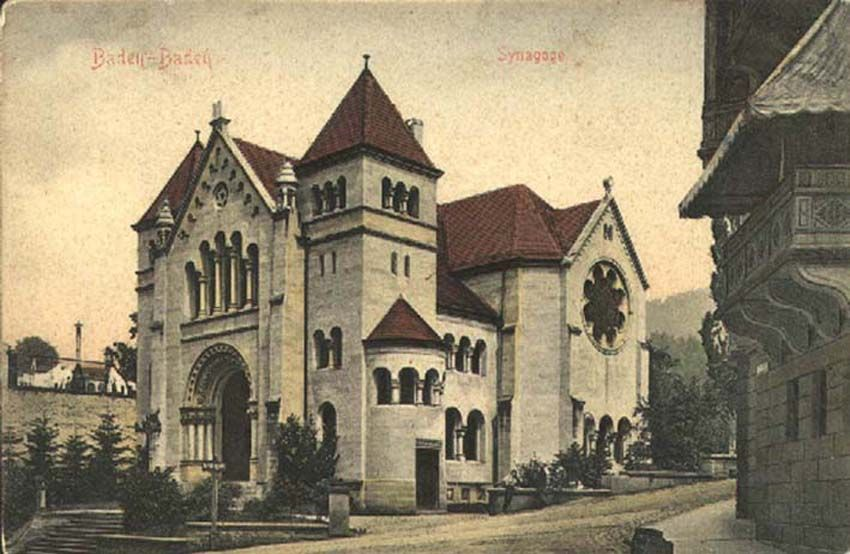
Synagoge in der Pogromnacht zerstört, Ansichtskarte von ca. 1900

Die Israelitische Religionsgemeinde hatte in der Stephanienstraße eine Synagoge. Bei der ersten Volkszählung nach der „Machtergreifung“ Hitlers wurden 260 Personen als „Glaubensjuden“ erfasst.
Während der Novemberpogrome 1938 am 10. November 1938 wurden in den frühen Morgenstunden viele der in Baden-Baden wohnenden Juden durch die Polizei abgeführt und zum Hof der alten Polizeidirektion (neben der heutigen Caracalla Therme) gebracht. Gegen Mittag wurden sie als bewachte Kolonne zur Synagoge geleitet. Augenzeugen berichten von Demütigungen durch die Schutzstaffel (SS) und brutalen Übergriffen durch Baden-Badener Bürger. Etliche Juden wurden mit Steinen beworfen, verprügelt, ausgepeitscht, bewusstlos geschlagen, entwürdigt und teilweise körperlich misshandelt. Im Inneren des Gebäudes waren SS-Männer aus der Umgebung Baden-Badens damit beschäftigt, auf der Frauenempore Feuer zu legen. Die 1899 errichtete Synagoge Baden-Baden (Stephanienstraße 5) wurde durch den Pöbel entweiht. Bis auf etwa 60 Personen wurden schließlich alle zusammengetriebenen Juden mit einem Bus zum Bahnhof gefahren. Von dort wurden die Baden-Badener Juden mit einem Sonderzug zusammen mit anderen Juden aus dem Schwarzwald ins Konzentrationslager Dachau verschleppt. Die Synagoge in Baden-Baden brannte vollständig aus. Eine Druckerei erwarb später das Grundstück. Auf dem Gelände der ehemaligen Synagoge ist heute ein Gedenkstein mit der Inschrift zu finden: „Hier stand die Baden-Badener Synagoge, zerstört durch Brandstiftung am 10. November 1938.“
Am 22. Oktober 1940 wurden 106 Juden aus Baden-Baden im Rahmen der Wagner-Bürckel-Aktion in das Camp de Gurs deportiert. Von ihnen starben mindestens 14 in Auschwitz, einer in Lublin-Majdanek und 22 in verschiedenen anderen Lagern. 1941 wurden noch 44 Juden im Stadtkreis gezählt. Sie wurden nach Lublin und nach Theresienstadt verschleppt. Nur zwei kehrten in ihre Heimatstadt zurück, alle anderen sind umgekommen.
Der jüdische Friedhof in Baden-Baden (Lichtental) wurde aufgrund eines Erlasses des badischen Innenministers vom 12. September 1941 nicht geschlossen oder verkauft, wie es vielen anderen Jüdischen Friedhöfen ergangen ist. Am 25. November 1976 wurde ein Gedenkstein für die jüdischen Opfer der nationalsozialistischen Gewaltherrschaft eingeweiht; der Gedenkstein enthält eine Bodenplatte der Baden-Badener Synagoge mit folgender Inschrift: „Denn Tag und Nacht beweine ich die Erschlagenen meines Volkes“ (Inschrift – Jeremia 8,23).
Die längst vernichtete Israelitische Gemeinde Baden-Baden wurde am 23. Februar 1951 formell aus dem Vereinsregister gelöscht, 1956 wiedergegründet. Der Gottesdienst wird auch heute noch in einem Betsaal, Werderstraße 2, im Gebäudekomplex des Kurhauses, abgehalten.

### Islam
Im Ortsteil Steinbach befindet sich eine Moschee unter der Aufsicht der türkischen DİTİB.

## Politik

### Gemeinderat
Die Wahl zum Gemeinderat am 9. Juni 2024 brachte folgendes Ergebnis:
| Partei/Liste | Stimmenanteil   | Sitze         |
| ------------ | --------------- | ------------- |
| CDU          | 24,5 % (+1,35)  | 10 Sitze (+1) |
| Grüne        | 19,5 % (−7,84)  | 8 Sitze (−3)  |
| FBB          | 14,38 % (+3,27) | 6 Sitze (+1)  |
| SPD          | 12,04 % (−0,3)  | 5 Sitze (±0)  |
| AfD          | 11,41 % (+5,13) | 4 Sitze (+1)  |
| FW           | 8,57 % (−2,53)  | 3 Sitze (−1)  |
| FDP          | 8,34 % (+0,6)   | 3 Sitze (±0)  |
| Linke        | 1,28 % (+0,35)  | 1 Sitz (+1)   |
| Gesamt       | 100 %           | 40 Sitze      |

Zusätzlich gehört dem Gemeinderat mit Sitz und Stimme die getrennt gewählte Oberbürgermeisterin als Vorsitzende an.

### Oberbürgermeister
An der Spitze der Stadt Baden-Baden standen seit dem 15. Jahrhundert der Schultheiß, der Bürgermeister, das Gericht und der Rat mit je zwölf Mitgliedern. Sie bildeten das Stadtregiment. Der Schultheiß stand dem Gericht vor, der Bürgermeister dem Rat. Er hing aber von den Weisungen des Schultheißen und des Rates ab. 1507 erhielt die Stadt eine Stadtordnung. Anfang des 19. Jahrhunderts gab es einen Magistrat, dem zwei Bürgermeister und zwölf Ratsmitglieder angehörten. Nach Einführung der badischen Städteordnung 1874 erhielt der Bürgermeister die Amtsbezeichnung Oberbürgermeister.
In der heutigen Zeit wird der Oberbürgermeister von der wahlberechtigten Bevölkerung für ein Amtsperiode von acht Jahren direkt gewählt. Sein ständiger Vertreter ist der Erste Beigeordnete mit der Amtsbezeichnung Erster Bürgermeister.
Bürgermeister und Oberbürgermeister seit 1815
- 1815–1829: Felix Schneider
- 1830–1835: Anton Jörger
- 1835–1840: Robert Schlund
- 1840–1858: Josef Jörger
- 1858–1859: Ignaz Leile
- 1860–1874: August Gaus
- 1874–1875: A. Zachmann
- 1875–1907: Albert Gönner
- 1907–1929: Reinhard Fieser
- 1929–1934: Hermann Elfner
- 1934–1945: Hans Schwedhelm (während der Abwesenheit infolge des Militärdienstes führte Bürgermeister Kurt Bürkle die Amtsgeschäfte)
- 12. April 1945 bis 13. Mai 1945: Ludwig Schmitt, Städt. Verwaltungsdirektor
- 14. Mai 1945 bis 13. Januar 1946: Karl Beck, Städt. Oberrechtsrat
- 14. Januar 1946 bis September 1946: Eddy Schacht (1872–1952), Arzt, Bruder des ehem. Reichsbankpräsidenten Hjalmar Schacht (1877–1970)
- 1946–1969: Ernst Schlapper (CDU)
- 1969–1990: Walter Carlein (CDU)
- 1990–1998: Ulrich Wendt (CDU)
- 1998–2006: Sigrun Lang (parteilos)
- 2006–2014: Wolfgang Gerstner (CDU)
- 2014–2022: Margret Mergen (CDU)
- seit 10. Juni 2022: Dietmar Späth (parteilos)

Späth wurde am 27. März 2022 im zweiten Wahlgang mit 55,34 Prozent der abgegebenen Stimmen zum Oberbürgermeister gewählt.

### Hoheitszeichen

Flaggen
Hissflagge
Bannerflagge
Knatterflagge

Als Hoheitszeichen führt die Stadt Baden-Baden ein Siegel, ein Wappen und Flaggen. Bei der Hissflagge handelt es sich um die Dienstflagge der Stadt, die für öffentliche Gebäude einschließlich Schulen bestimmt ist.
| Wappen der Stadt Baden-Baden | Blasonierung: „Das Wappen der Stadt Baden-Baden ist in drei breite Felder in den Farben rot und gelb auf die Flagge gesetzt. Die Umrandung und die Mauerkrone ist auf der Flagge in dunkelbraun gehalten.“ |
| Wappen der Stadt Baden-Baden | Wappenbegründung: Baden-Baden ist Stadtkreis und hat in seinem Siegel immer das Wappen der Landesfürsten geführt. Der erste Abdruck liegt aus dem Jahre 1421 vor. Das Wappen der früheren Landesherren, der Herzöge von Zähringen, ist ein roter, schräg rechts auf einem goldenen Schild liegender Balken. Zur Unterscheidung zum Landeswappen wurde das Stadtwappen mit einer dreizackigen Mauer versehen. Im 18. Jahrhundert zeigten die Siegel eine Laubkrone, ab dem 19. Jahrhundert eine dreitürmige Mauer. |

### Städtepartnerschaften
Baden-Baden unterhält mit folgenden Städten Städtepartnerschaften:
- Menton in Frankreich, seit 1961
- Moncalieri in Italien, seit 1990
- Freital in Deutschland, Verwaltungspartnerschaft seit 1990
- Karlsbad (Karlovy Vary) in Tschechien, seit 1998
- Jalta in der Ukraine, seit 2000
- Sotschi in Russland, seit 2012; ruht seit 28. Februar 2022 aufgrund des russischen Überfalls auf die Ukraine[51]

### Haushalt
Gemäß dem Haushaltsplan der Stadt Baden-Baden für die Haushaltsjahre 2020 und 2021 sieht der Ergebnishaushalt Erträge (Einnahmen) in Höhe von 243.811.900 Euro (2020) bzw. 245.546.100 Euro (2021) vor. Aufwendungen (Ausgaben) sind im Ergebnishaushalt für 2020 in Höhe von 246.572.500 Euro bzw. für 2021 von 252.229.100 Euro veranschlagt. Somit ist der Haushaltssaldo für beide Jahre mit 2.760.600 Euro (2020) bzw. 6.683.000 Euro (2021) jeweils negativ.
Nach der Kommunalabfrage 2007 des Bundes der Steuerzahler Baden-Württemberg stehen städtischen Steuereinnahmen von insgesamt 57,863 Millionen Euro 2006 und geschätzten Steuereinnahmen für 2007 von insgesamt 60,357 Millionen Euro folgende Schulden der Kommune gegenüber:
- 2006 insgesamt 81,421 Millionen Euro Schulden (29,335 Millionen Euro Schulden des Kämmereihaushaltes und 52,086 Millionen Euro Schulden der städtischen Eigenbetriebe/Sondervermögen)
- 2007 insgesamt 99,610 Millionen Euro Schulden (39,340 Millionen Euro Schulden des Kämmereihaushaltes und 60,270 Millionen Euro Schulden der städtischen Eigenbetriebe/Sondervermögen).

## Kultur und Sehenswürdigkeiten
→ Siehe auch: Kapitel „Geschichte“: „2021: Kurort mit Welterbestatus“ und Liste der Kulturdenkmale in Baden-Baden

### Theater und Veranstaltungsorte

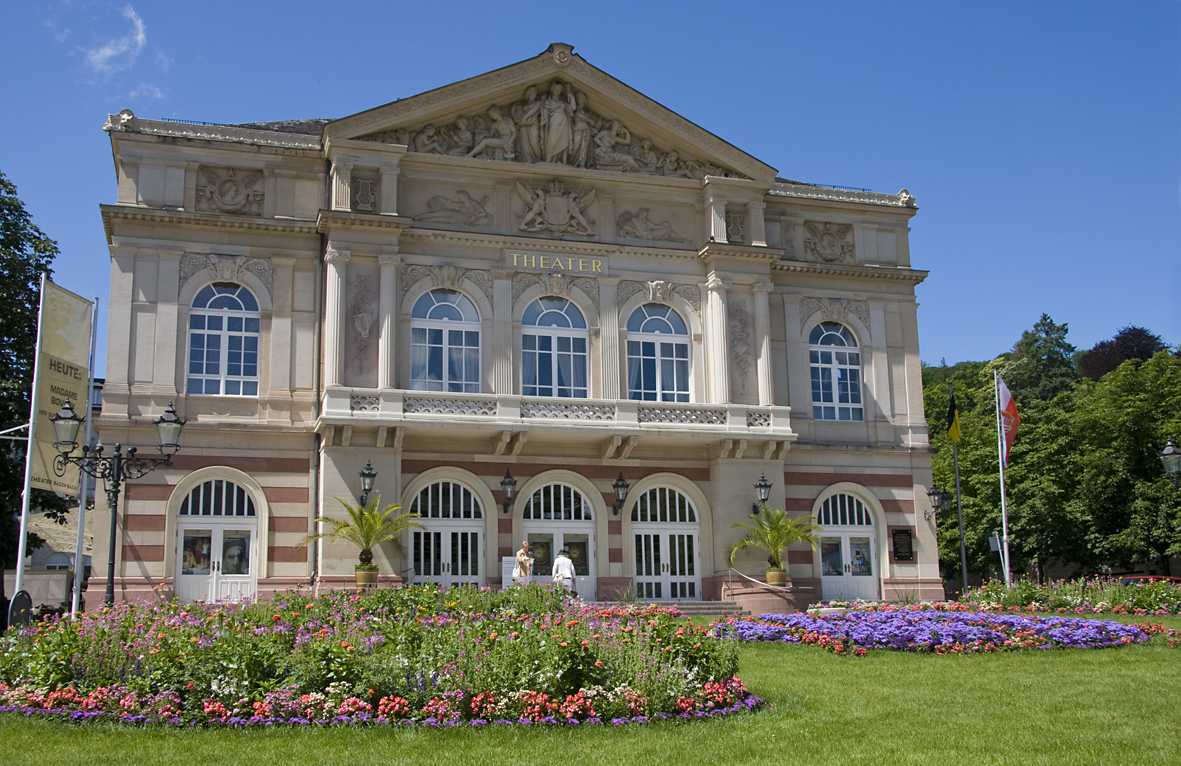
Theater Baden-Baden

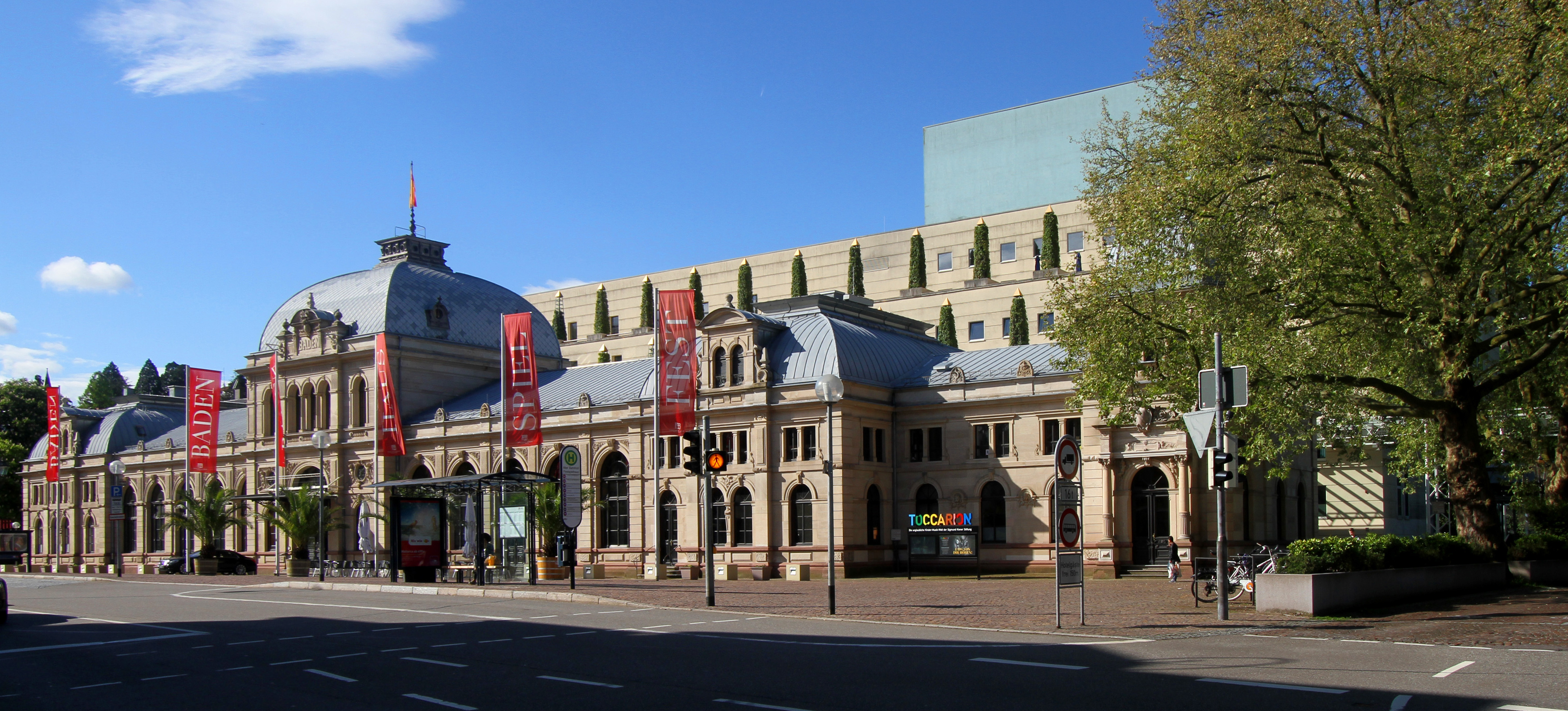
Festspielhaus

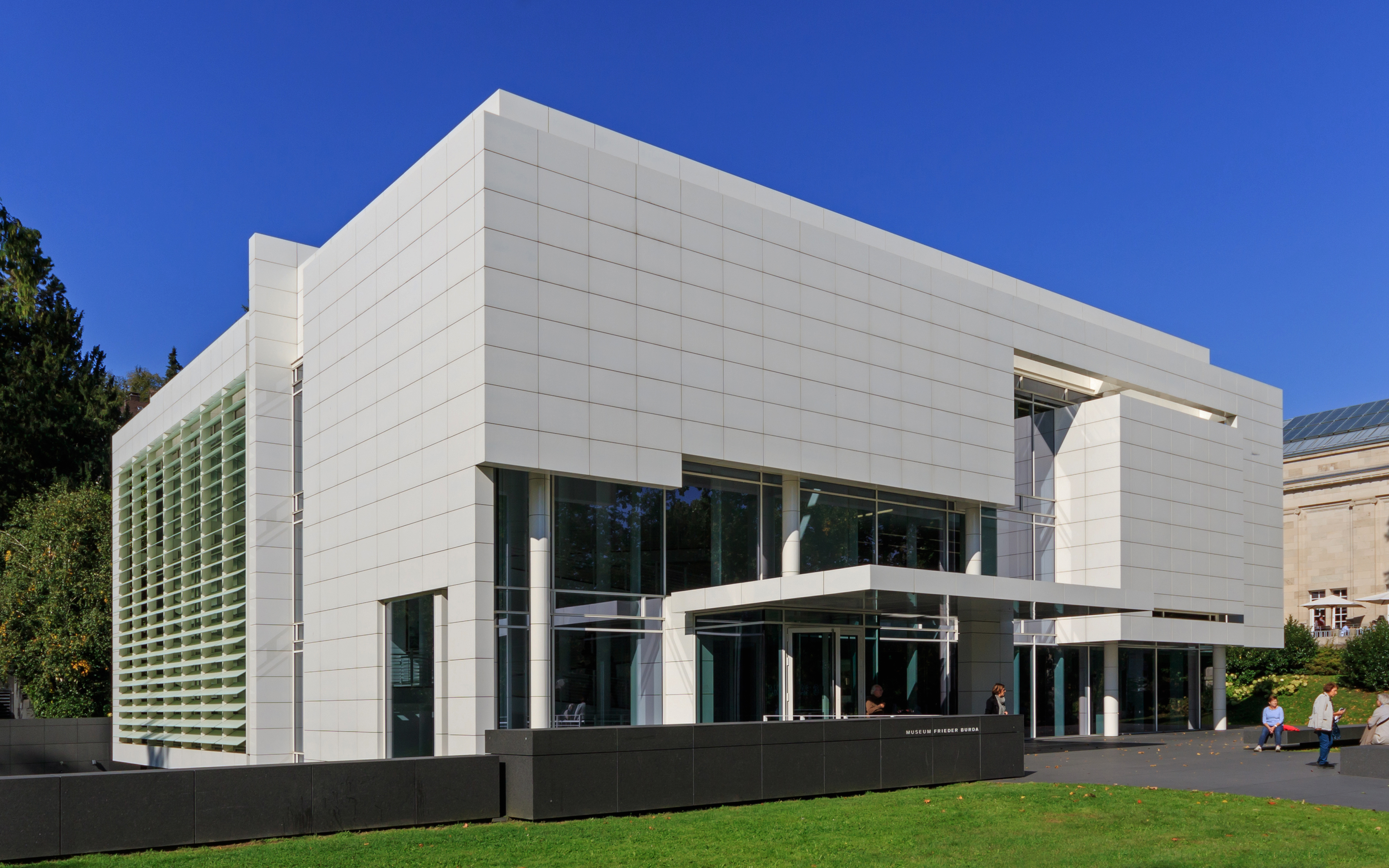
Museum Frieder Burda

Das Theater Baden-Baden ist eine Sprechbühne mit festem Ensemble. Darüber hinaus wird auch das Spiegelfoyer im Theater mit kleineren Produktionen bespielt. Das neben dem Theater befindliche TIK (Theater im Kulissenhaus) dient als Bühne für Kinder- und Jugendtheaterstücke.
Das Festspielhaus Baden-Baden, durch völligen Umbau des ehemaligen Stadtbahnhofs entstanden, ist das zweitgrößte Konzerthaus Europas mit Opern, Musicals und Konzerten.
Im Kurhaus Baden-Baden finden regelmäßig Konzerte, Bälle sowie Tanz-, Kinder- und Comedy/Kleinkunst-Veranstaltungen statt. Das Kongresshaus am Augustaplatz beherbergt Messen, Tagungen und Veranstaltungen wie die Verleihung des Deutschen Medienpreises.

### Museen
- Stadtmuseum Baden-Baden
- Staatliche Kunsthalle Baden-Baden an der Lichtentaler Allee
- Museum Frieder Burda, erbaut von Richard Meier
- Museum für Kunst und Technik des 19. Jahrhunderts in der Lichtentaler Allee
- Römische Badruinen Baden-Baden
- Fabergé Museum
- Brahmshaus in der Maximilianstraße 85
- Kunstmuseum Gehrke-Remund mit einer Ausstellung zu Frida Kahlo (keine Originalgemälde)[53]

### Musik
Die Philharmonie Baden-Baden ist das ständige Orchester der Stadt Baden-Baden. Es gehört zu den traditionsreichsten Klangkörpern Deutschlands. Erste Anfänge datieren die Gründung der Hofkapelle auf das Jahr 1460. Aus dem Jahre 1582 existiert eine detaillierte Aufstellung des Instrumentariums des zu dieser Zeit von Francesco Guami (Posaunenmeister der von Orlando di Lasso geleiteten Münchner Hofkapelle) dirigierten Orchesters. Seit dem Beginn des 19. Jahrhunderts gab es ein überwiegend mit böhmischen Musikern besetztes Sommerorchester, nach 1854 dann ein ganzjährig auftretendes Orchester. Rund 60.000 Konzerte dürfte das Orchester seit dieser Zeit gespielt haben. Hector Berlioz leitete über viele Jahre die damaligen Sommerfestspiele der Stadt. Das Baden-Badener Theater wurde mit seiner Oper Béatrice und Bénédict eröffnet. Viele der berühmtesten Solisten und Dirigenten arbeiteten mit dem Orchester. Johann Strauss, Johannes Brahms, Luise Adolpha Le Beau, Richard Strauss, Pietro Mascagni, Arthur Nikisch, Wilhelm Furtwängler, Bruno Walter, George Szell, Otto Klemperer und viele andere setzten Glanzpunkte in der Geschichte der Philharmoniker. Von Franz Liszt über Pablo Casals bis zu Plácido Domingo traf sich die musikalische Weltspitze auf den historischen Bühnen Baden-Badens.
Konzerte führen die Philharmonie heute weit über die Grenzen Baden-Badens hinaus. Nicht nur die großen deutschen Konzertsäle – wie etwa die „Alte Oper“ in Frankfurt und das Baden-Badener Festspielhaus – auch China, Dubai, Frankreich, Belgien, die Schweiz und die Ukraine standen auf dem Spielplan des Ensembles. Mit der Carl Flesch Akademie bietet das Orchester alljährlich im Sommer einen der international renommiertesten Meisterkurse für Streichinstrumente an.
Baden-Baden war von 1946 bis 1996 Sitz des Sinfonieorchesters des Südwestfunks, anfangs noch unter den Namen Philharmonisches bzw. Großes Orchester des Südwestfunks. Nach dem Neubau des Konzerthaus Freiburg 1996 bis zur Fusion mit dem Radio-Sinfonieorchester Stuttgart des SWR 2016 war Baden-Baden zweiter Sitz des Orchesters. Es gehörte zu den führenden Rundfunk-Sinfonieorchestern Deutschlands und trat mehrmals im Jahr im Festspielhaus auf.
Im Museum Frieder Burda findet seit 2006 die Kammermusikreihe des Orchesters statt.
Der SWR veranstaltet jährlich im September das SWR3-New-Pop-Festival.
Im Juni 2007 konnte das 1957 von Norbert Nohe gegründete Jugendorchester Baden-Baden sein 50-jähriges Bestehen feiern. 2001 musizierte man mit einem Weltstar der Violine, Hilary Hahn.
In Baden-Baden finden seit 1997 jährlich die Herbert von Karajan Pfingstfestspiele statt, seit 2003 wird der Herbert-von-Karajan-Musikpreis verliehen.
Der Philharmonische Chor Baden-Baden wurde 1998 gegründet und nimmt in wechselnden Besetzungen an chorsinfonischen Konzerten und Veranstaltungen teil.

### Bauwerke
Baden-Baden hat im Zweiten Weltkrieg keine großen Schäden erlitten und gehört zu den am besten erhaltenen Kurorten in Deutschland. Das Stadtbild wird von herausragenden Beispielen der Kurarchitektur des 19. und frühen 20. Jahrhunderts geprägt. Das Kurhaus mit dem berühmten Casino ist architektonischer und gesellschaftlicher Mittelpunkt sowie Wahrzeichen der Stadt.
Die Altstadt Baden-Badens hat zahlreiche Geschäfte und Cafés. Im Bäderviertel gibt es die moderne Caracalla Therme, das Friedrichsbad aus dem 19. Jahrhundert sowie römische Badruinen. Das erste Luxushotel war das Hotel Badischer Hof; ein weiteres bekanntes Hotel ist Brenners Park-Hotel & Spa.
Weitere Sehenswürdigkeiten sind die klassizistische Villa Hamilton, wie das Kurhaus von Friedrich Weinbrenner ausgeführt, die Wasserkunstanlage Paradies, das Kloster Lichtenthal, das Schloss Hohenbaden, das Neue Schloss und das Brahmshaus.
Auch zwei Bauten von Weinbrenner-Nachfolger Heinrich Hübsch, einem führenden Vertreter des deutschen Romantizismus sind erwähnenswert: die Trinkhalle Baden-Baden (Säulenhalle direkt beim Kurhaus) und das ehemalige Dampfbad am Marktplatz oberhalb des Friedrichsbads.
An Kirchen sind zu erwähnen: Stiftskirche, Evangelische Stadtkirche, Spitalkirche, St. Bernhard, St. Johannis sowie die Russische Kirche, die Stourdza-Kapelle und die Autobahnkirche St. Christophorus. In den Weinbergen bei den Lichtentaler Eckhöfen liegt eine Marienkapelle.
Die Siedlung Ooswinkel ist eine Gartenstadt nach Plänen von Paul Schmitthenner.
Mit der Merkurbergbahn gelangt man auf den 669 m hohen Baden-Badener Hausberg Merkur mit seinem Aussichts- und Sendeturm. Auf dem Fremersberg befindet sich der Fremersbergturm, ein Richtfunkturm mit Aussichtsplattform. Am höchsten Punkt der Gemarkung Baden-Badens auf der Badener Höhe (1002,2 m ü. NHN) steht ein 30 Meter hoher Aussichtsturm, der Friedrichsturm.

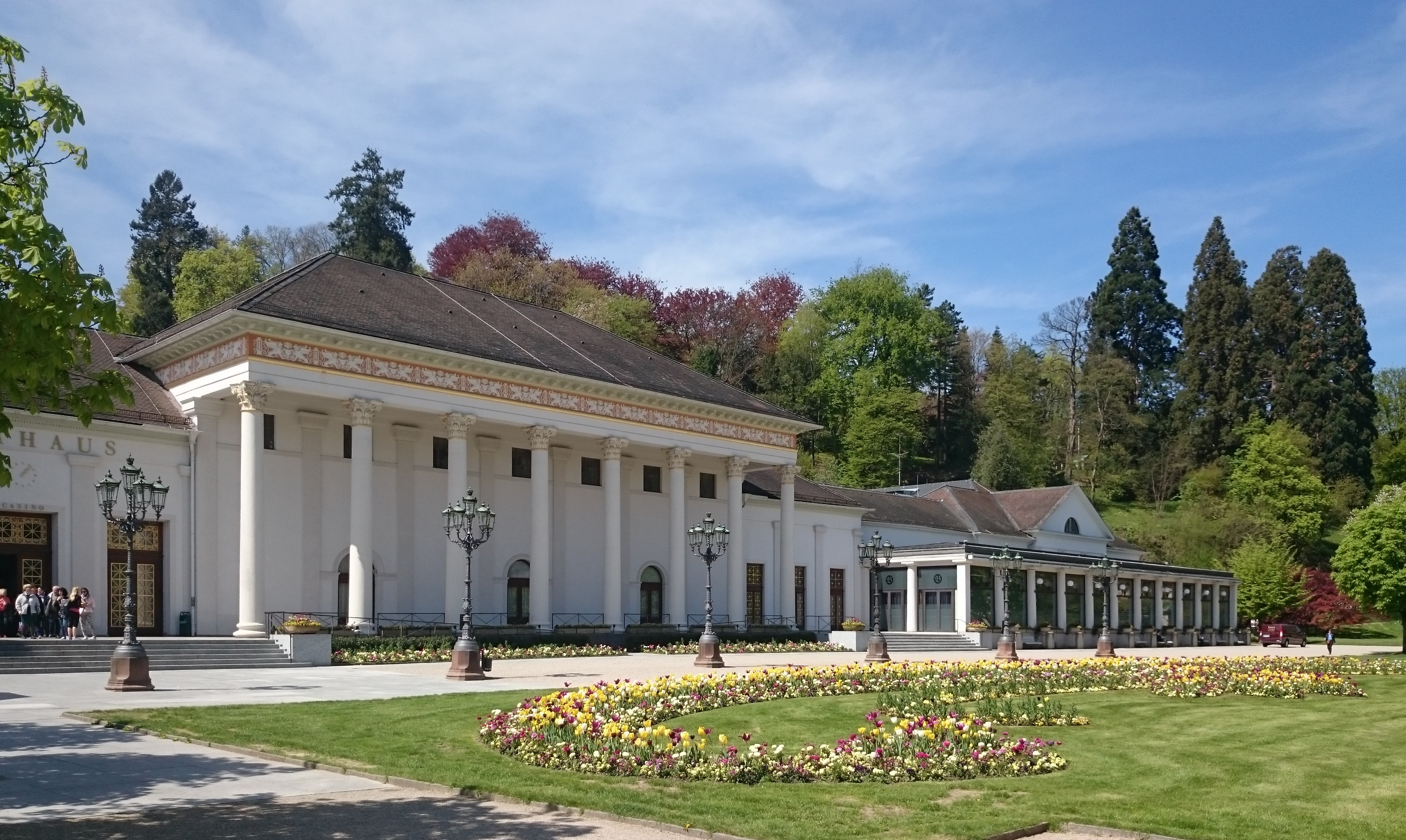
Kurhaus Baden-Baden
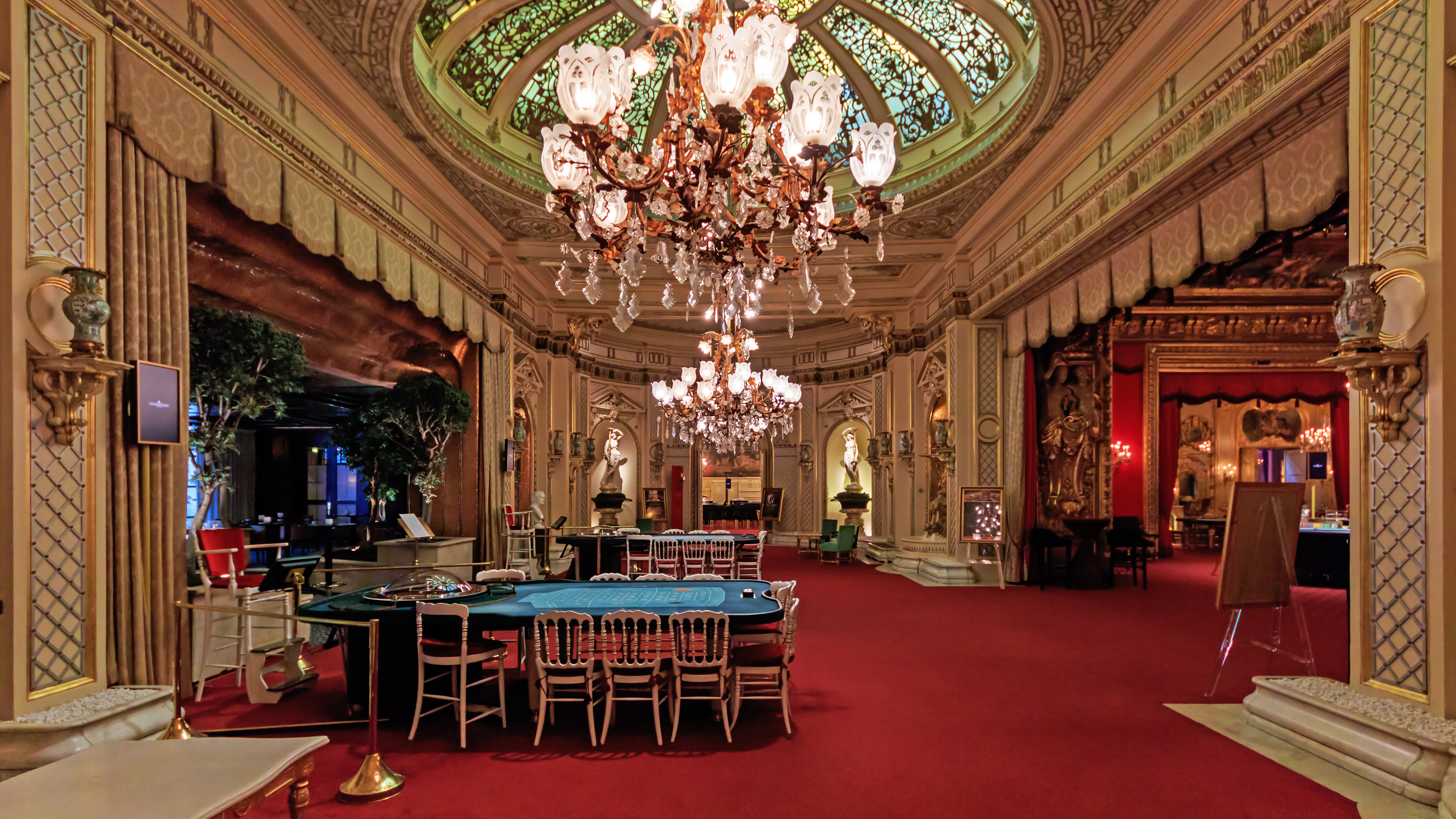
Spielsaal im Casino
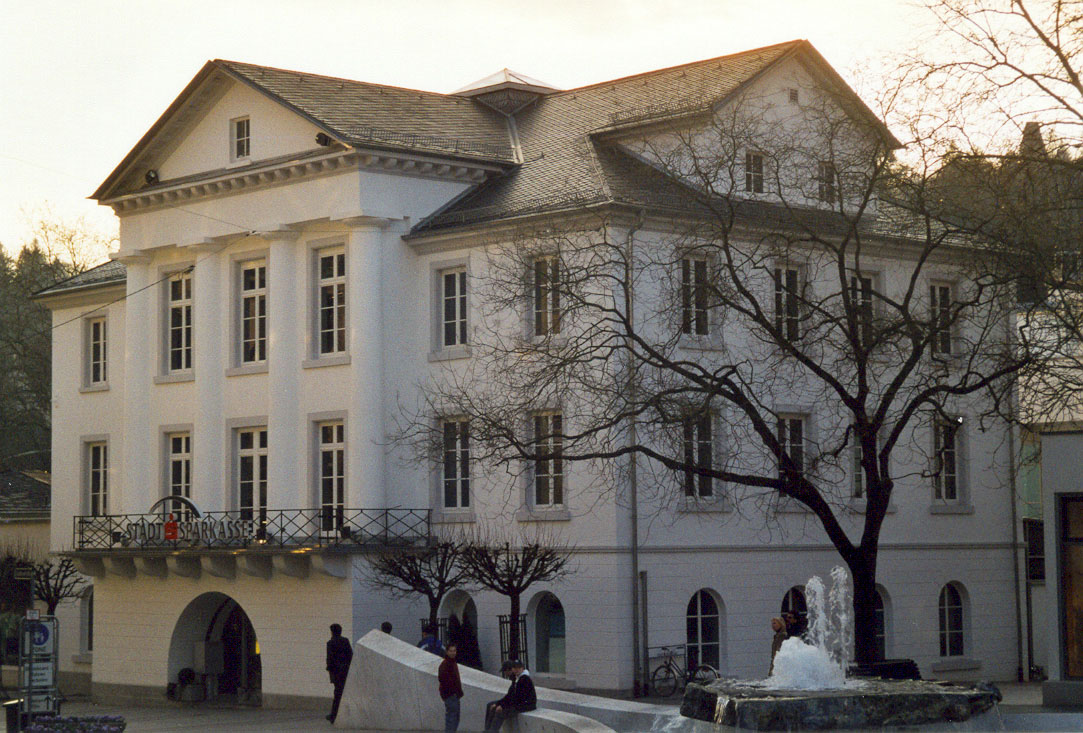
Palais Hamilton
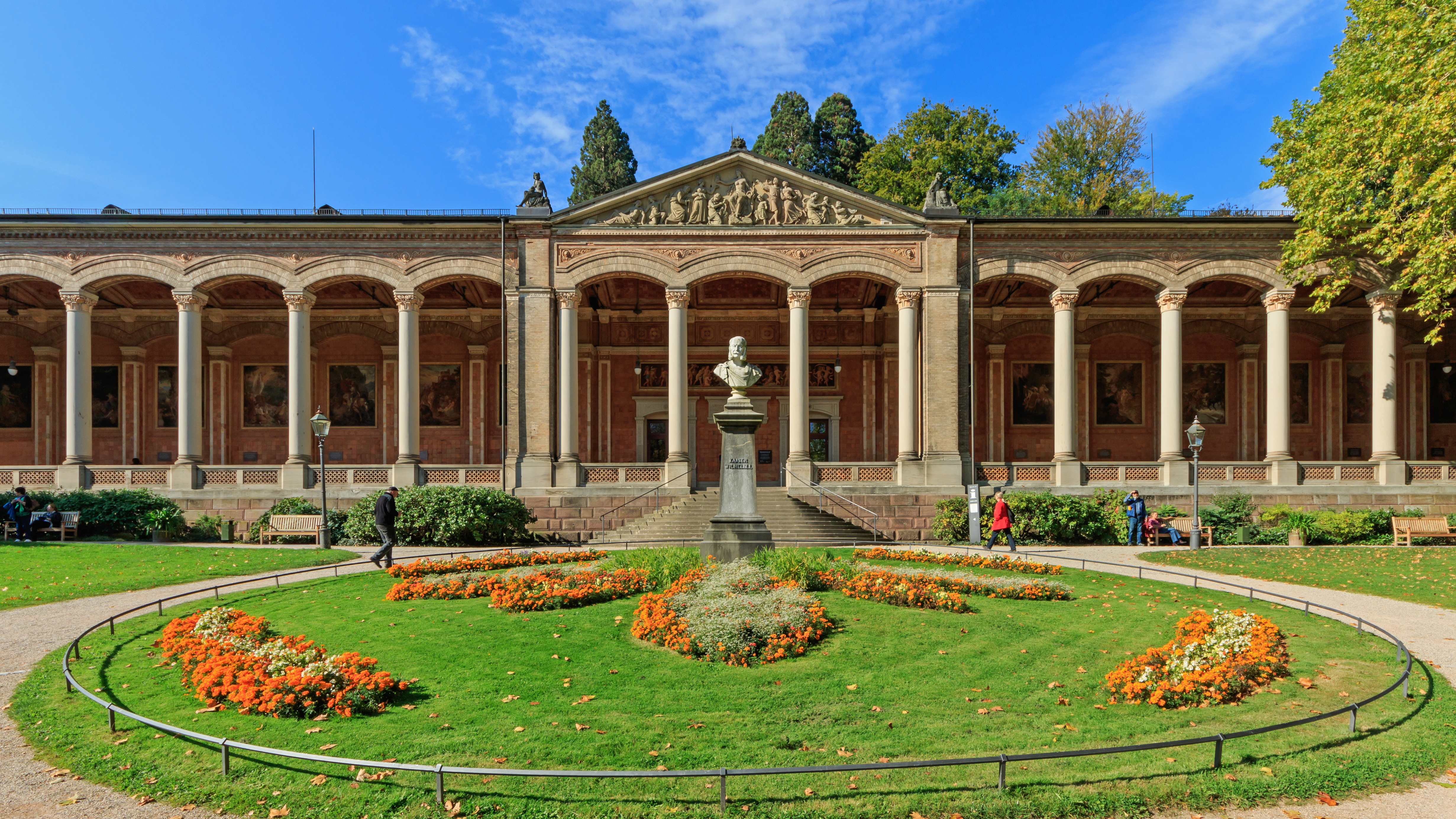
Trinkhalle
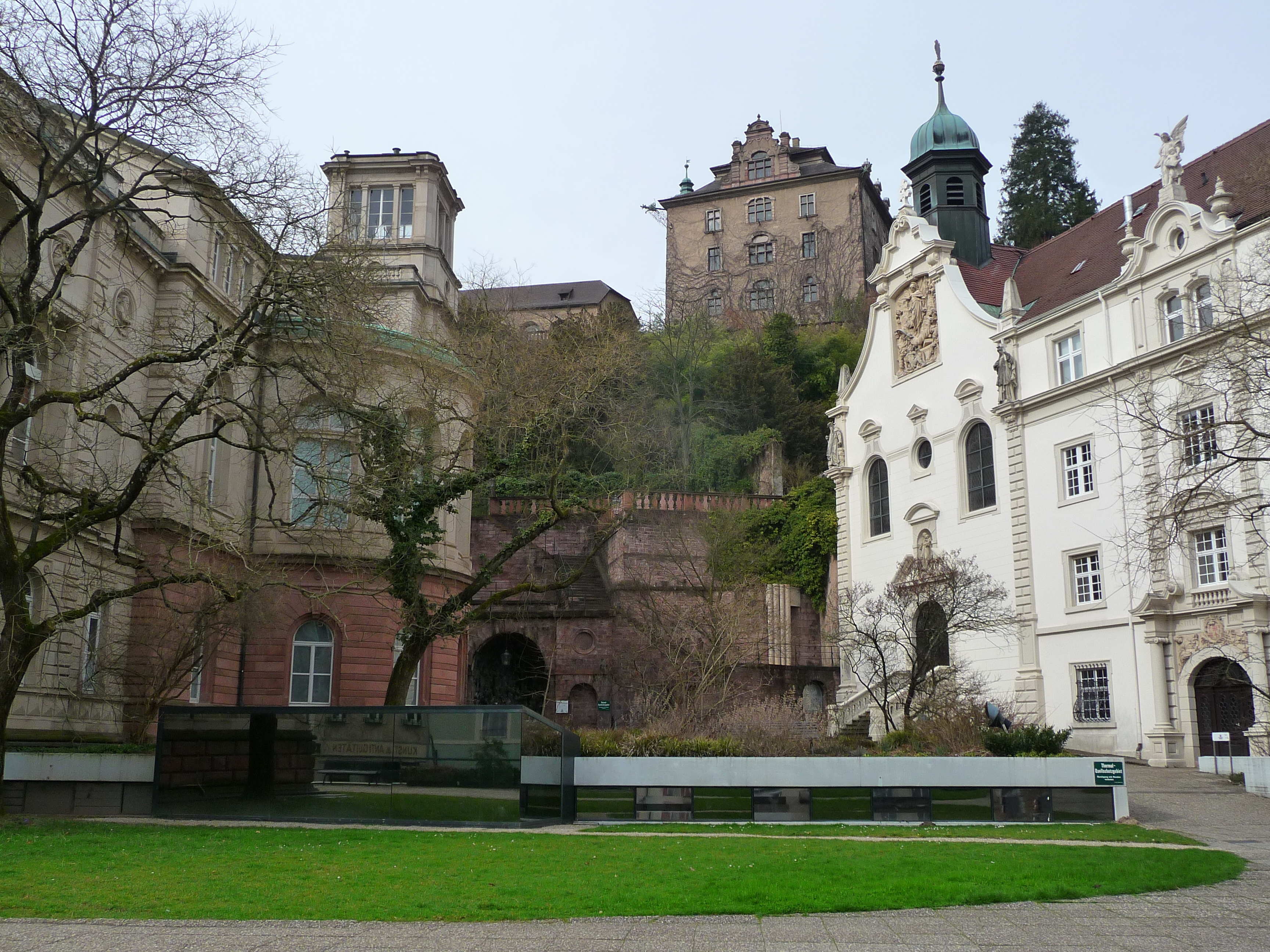
Friedrichsbad, Palas des Neuen Schlosses und Kirche der Klosterschule vom Heiligen Grab
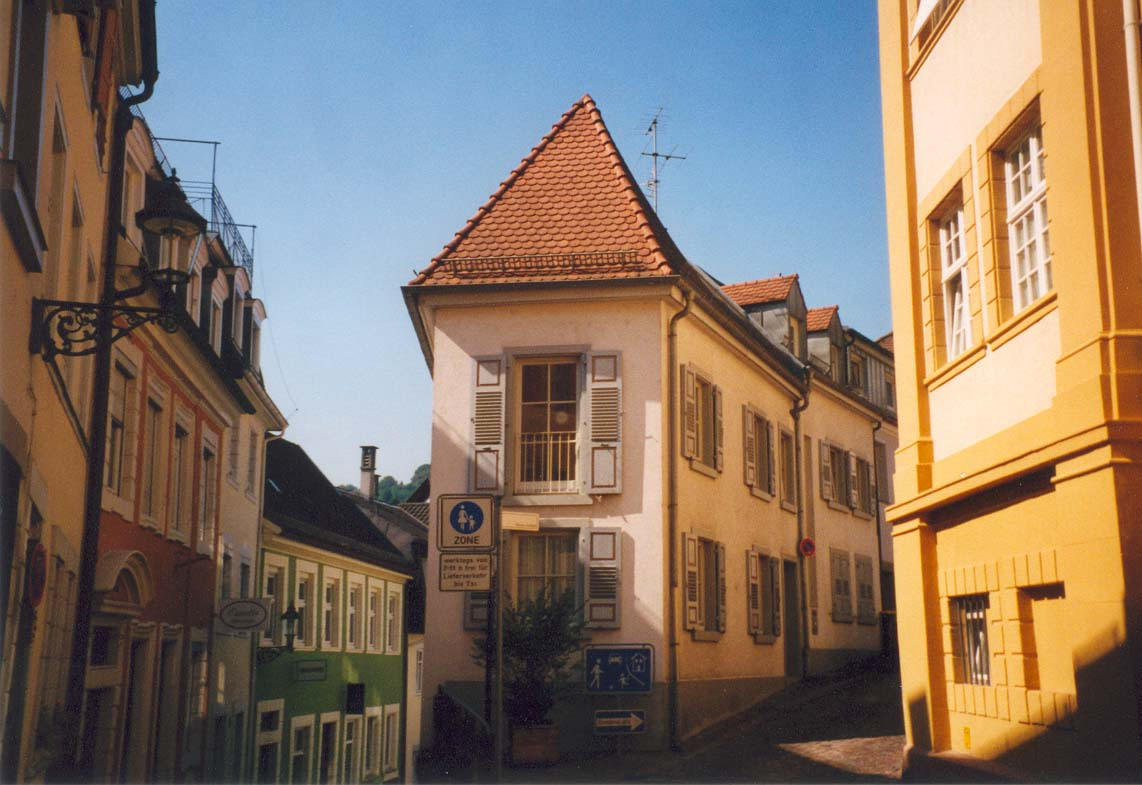
Blick in die Altstadt

### Parks

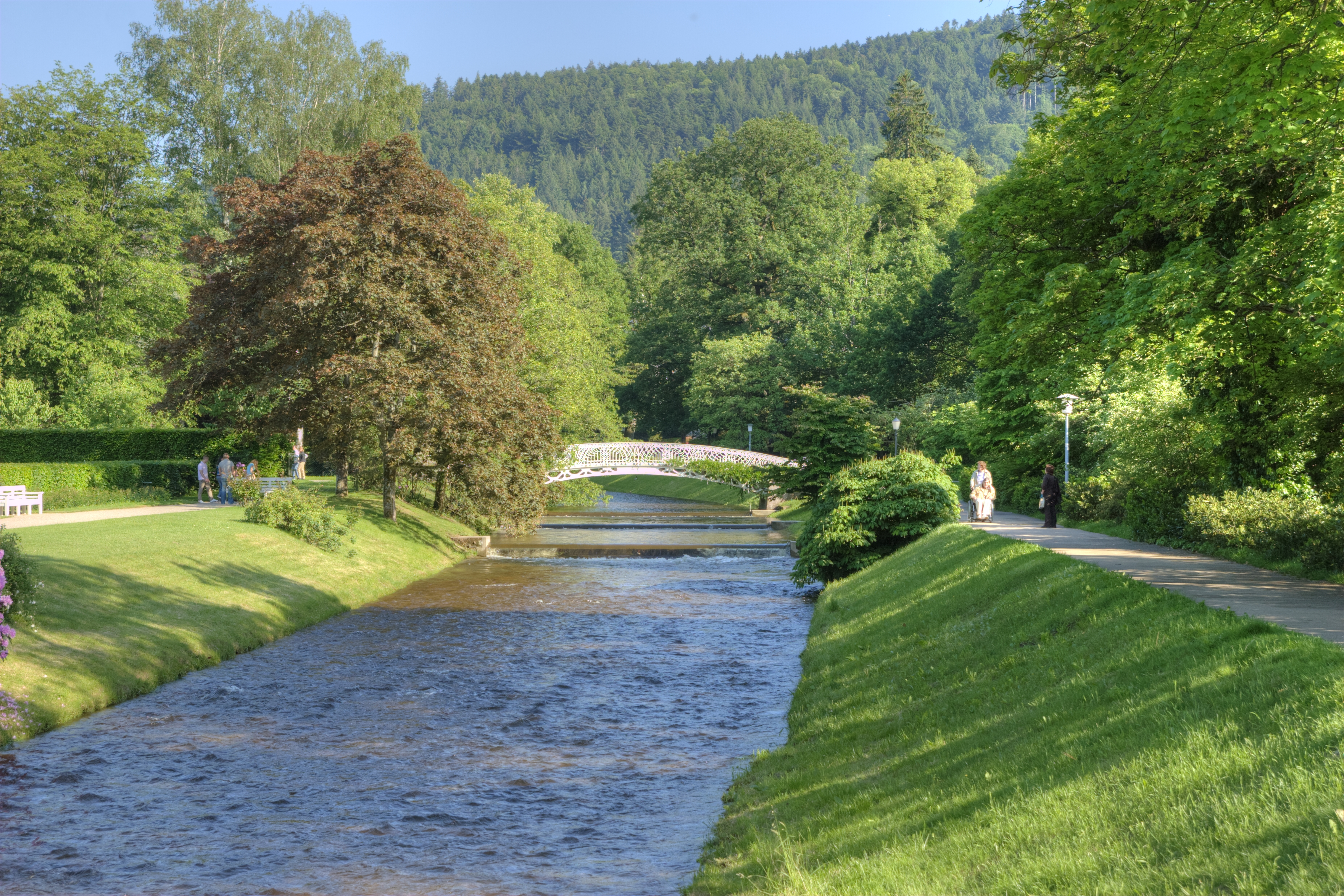
Die Oos an der Lichtentaler Allee

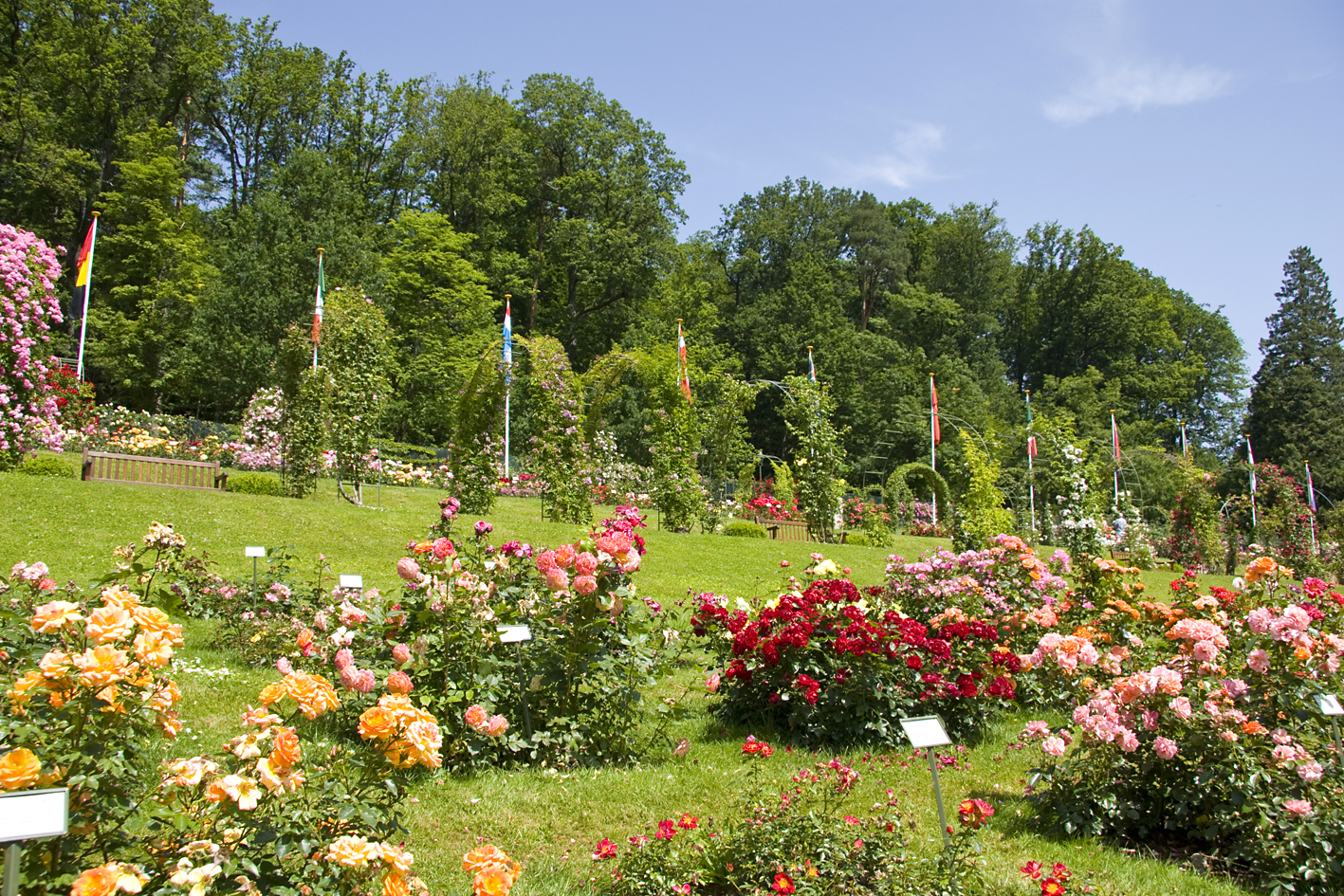
Rosengarten am Beutig

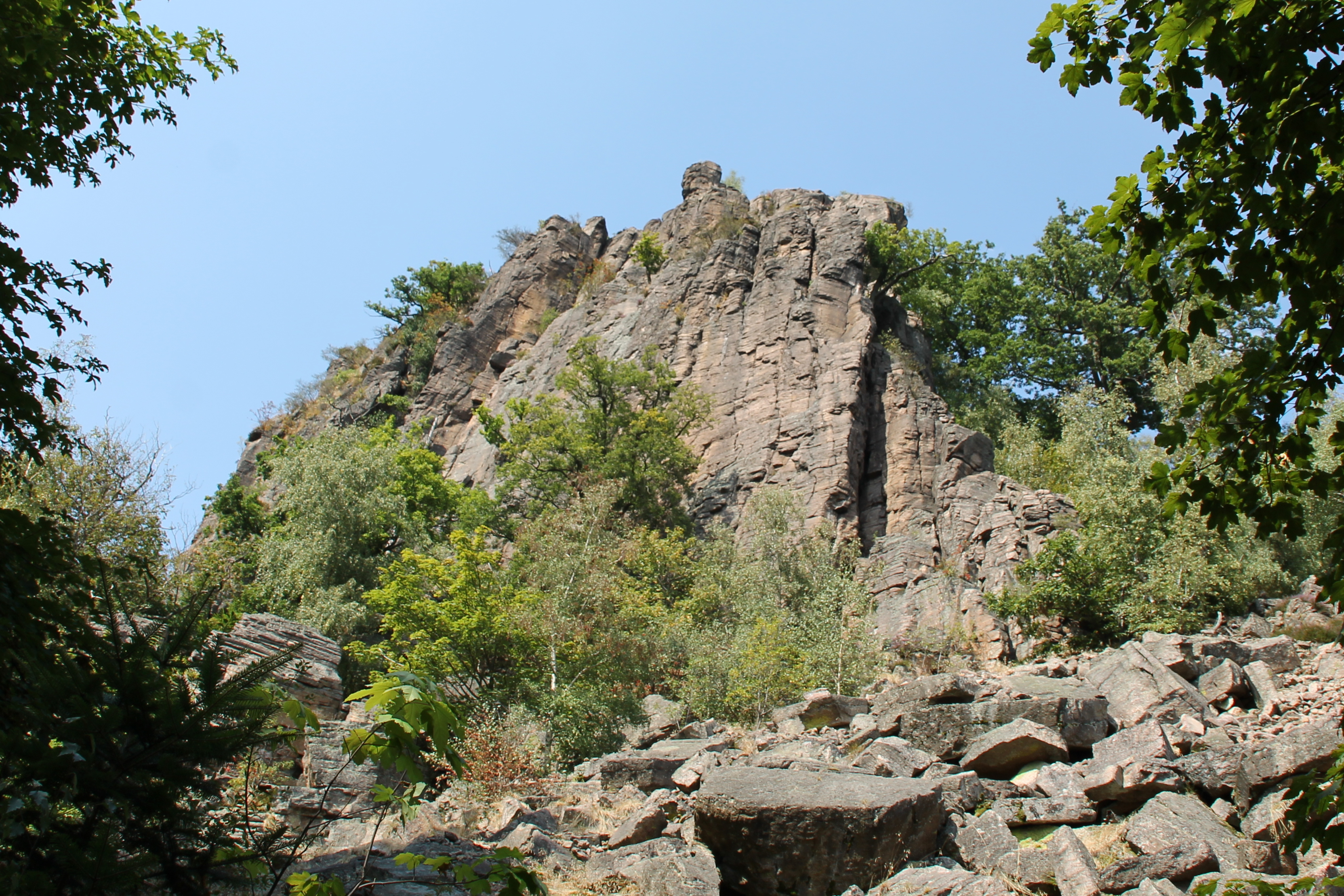
Naturschutz- und Klettergebiet Battertfelsen

Die bekannteste Parkanlage Baden-Badens ist die vom Kloster Lichtenthal bis zum Theater an der Oos entlangführende Lichtentaler Allee mit dem Rosengarten in der Gönneranlage. Der innerstädtische Landschaftspark setzt sich links der Oos beim Kurhaus und der Trinkhalle, entlang der Kaiserallee und auf dem Michaelsberg um die Stourdza-Kapelle fort. Hunderte exotische Bäume sind in den Anlagen gepflanzt und profitieren von dem durch die Oberrheinebene beeinflussten milden Klima, darunter einige der dicksten Mammutbäume in Deutschland. Zur Landesgartenschau 1981 entstand die Parkgestaltung der Täler und Anhöhen östlich und nördlich des Neuen Schlosses. Im Rosenneuheitengarten Beutig findet jährlich der Rosenneuheitenwettbewerb statt.

### Wanderwege
Baden-Baden unterhält mehr als 20 Rundwanderwege in seiner weitgehend unter Landschaftsschutz stehenden und stark bewaldeten, bergigen Umgebung. Der knapp 45 km lange Panoramaweg führt auf fünf ausgewiesenen Etappen um die Stadt. Er wurde im Jahr 1997 neu gestaltet und 2004 vom Deutschen Tourismusverband als „schönster Wanderweg“ ausgezeichnet. Wie auch der 9,4 km lange Ebersteinburg-Rundweg ist er als Premium-Wanderweg zertifiziert. Der Wildnispfad und der Luchspfad sind zwei Themenwege im Nationalpark Schwarzwald. Der Fernwanderweg Westweg des Schwarzwaldvereins führt über die Badener Höhe, den höchsten Punkt Baden-Badens. Der Fernwanderweg Ortenauer Weinpfad verläuft von Gernsbach kommend durch Baden-Baden ins Rebland und weiter durch die badischen Weinbaugebiete am Rand des Schwarzwalds. Die Prädikatswanderwege Murgleiter und Gernsbacher Runde führen im Bereich Merkur bzw. Ebersteinburg ebenfalls über Baden-Badener Gemarkung.

### Sport
Der Schachverein OSG Baden-Baden spielt in der 1. Schachbundesliga und ist mehrfacher deutscher Meister. Das Schachzentrum Baden-Baden ist Träger des Bundesstützpunktes.
Unter den Baden-Badener Fußballvereinen ist der SC Baden-Baden der erfolgreichste. Er spielte in den 1970er-Jahren in den höchsten deutschen Amateurligen. Spielort ist das Aumattstadion in der Weststadt, das rund 6000 Zuschauer fasst.
Der SR Yburg Steinbach spielte 1951 um die deutsche Meisterschaft im Feldhandball.
Der Tennisclub „Rot-Weiss“ Baden-Baden in der Lichtentaler Allee ist der älteste Tennisclub Deutschlands. Er wurde 1881 als Baden-Baden Lawn Tennis Club zunächst für englische Kurgäste gegründet. Diese führten hier ebenfalls den Golfsport ein. Der 1901 gegründete Golf Club Baden-Baden zählt zu den ältesten Golfclubs in Deutschland. Der Baden-Badener Golfplatz (18 Löcher) liegt südlich des Fremersbergs am oberen Ende des Michelbachtals.
Die bis zu 60 Meter hohen Battertfelsen im Naturschutzgebiet am Battert sind das bedeutendste Klettergebiet im Nordschwarzwald. Der Deutsche Alpenverein Sektion Baden-Baden/Murgtal unterhält seit 2011 in Baden-Oos eine Kletterhalle.
Der Gleitschirmverein Baden e.V. „Die Schwarzwaldgeier“ unterhält am Merkur zwei Gleitschirmfluggebiete, einer in westlicher Richtung direkt an der Bergstation der Merkurbergbahn, der andere in nordöstlicher Richtung. Landeplätze sind Wiesen unterhalb der Talstation der Bergbahn in Baden-Baden sowie oberhalb von Gernsbach-Staufenberg an der Bushaltestelle Neuhaus.
2021 bewarb sich die Stadt als Host Town für die Gestaltung eines viertägigen Programms für eine internationale Delegation der Special Olympics World Summer Games 2023 in Berlin. 2022 wurde sie als Gastgeberin für Special Olympics Guatemala ausgewählt. Die Delegation bestand aus 51 Personen. Damit wurde die Stadt Teil des größten kommunalen Inklusionsprojekts in der Geschichte der Bundesrepublik mit mehr als 200 Host Towns.

### Regelmäßige Veranstaltungen
- März: Mr. M’s Jazz Club und Verleihung des Joachim-Ernst-Berendt-Ehrenpreises der Stadt Baden-Baden
- März/April: Osterfestspiele im Festspielhaus
- Mai: European Dance Award im Kurhaus Baden-Baden
- Mai: Brahms-Tage (im Zwei-Jahre-Turnus)
- Mai: Frühjahrsmeeting auf der Galopprennbahn Iffezheim
- Mai: Pfingstfestspiele im Festspielhaus
- Juni: Mittelalterliche Winzertage im Stadtteil Steinbach – „Sommer-Gala“
- Juli: Internationale Rosenneuheitenprüfungen
- Juli: Internationales Oldtimer-Meeting Baden-Baden
- Juli: Philharmonische Schlosskonzerte im Schloss Neuweier
- August: Große Woche auf der Galopprennbahn in Iffezheim
- September: Grand Prix Ball (Galaveranstaltung im Bénazet-Saal des Kurhauses)
- September: SWR3 New Pop Festival
- Oktober: Sales & Racing auf der Galopprennbahn Iffezheim
- Oktober/November: Welt-Tanz-Gala
- Dezember: Verleihung Sportler des Jahres im Kurhaus
- Dezember: Christkindelsmarkt
- Dezember: Badenia Advent Music Festival[67]

### Kulinarische Spezialitäten
- Rehrücken Baden-Baden
- Baden-Badener Roulettekugeln (Pralinen)

## Wirtschaft und Infrastruktur

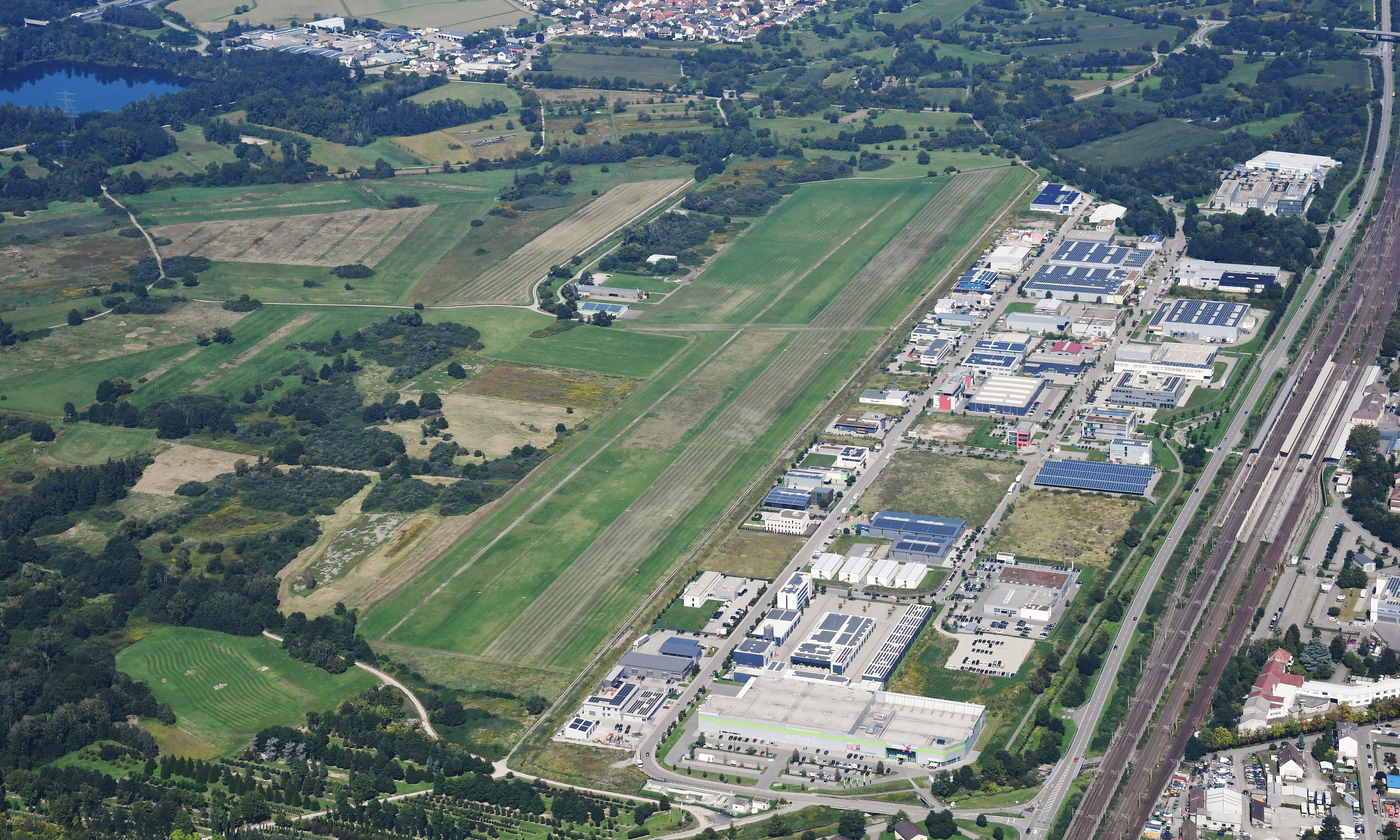
Gewerbepark Oos-West zwischen ICE-Bahnstrecke, Flugplatz Baden-Oos und Naturschutzgebiet Bruchgraben in der Rheinebene

Im Jahr 2016 wurde innerhalb der Stadt Baden-Baden ein Bruttoinlandsprodukt (BIP) von 2,833 Milliarden Euro erbracht. Das BIP pro Kopf lag im selben Jahr bei 52.234 Euro (Baden-Württemberg: 43.632 Euro, Deutschland 38.180 Euro) und damit über dem regionalen und nationalen Durchschnitt. 2016 verzeichnete die Wirtschaftsleistung der Stadt ein nominelles Wachstum von 1,7 Prozent. In der Stadt gab es 2016 etwa 41.400 erwerbstätige Personen. Die Arbeitslosenquote lag im Dezember 2018 bei 4,6 Prozent und liegt damit über dem Durchschnitt von Baden-Württemberg mit 3,0 Prozent.
Im sogenannten Zukunftsatlas 2016 belegte der Stadtkreis Baden-Baden Platz 93 von 402 Landkreisen, Kommunalverbänden und kreisfreien Städten in Deutschland und zählt damit zu den Orten mit „Zukunftschancen“. In der Ausgabe von 2019 lag er auf Platz 67 von 401 und zählt damit zu den Orten mit „hohen Zukunftschancen“.

### Verkehr

#### Straßenverkehr
Baden-Baden liegt an der Bundesautobahn 5 (Karlsruhe–Basel) und ist über die Anschlussstellen Baden-Baden und Bühl zu erreichen. Eine weitere Auffahrt befindet sich im Stadtteil Sandweier an der Autobahnkirche. In Baden-Baden beginnt die Panorama- und Touristenstraße Schwarzwaldhochstraße – Bundesstraße 500 –, die in Freudenstadt endet. Teilweise über 1000 Meter hoch gelegen bietet sie den Autofahrern Einblicke in den Nordschwarzwald und Aussichten in die Rheinebene, die Vogesen, die Schwäbische Alb oder die Alpen.
Um die Innenstadt von dem zuvor im engen Talgrund konzentrierten Durchgangsverkehr zu entlasten, entstanden die Schlossbergtangente nördlich und der Michaelstunnel westlich des Stadtzentrums. Durch diesen mit 2544 Metern zweitlängsten Straßentunnel in Baden-Württemberg führt seit 1989 die Bundesstraße 500. Der zentrale Leopoldsplatz ist seitdem für den Durchgangsverkehr gesperrt.
Die Bundesstraße 3 führt an den Stadtteilen Steinbach, Oos sowie Sandweier und Haueneberstein vorbei (Bundesstraße 3 neu).

#### Schienenverkehr

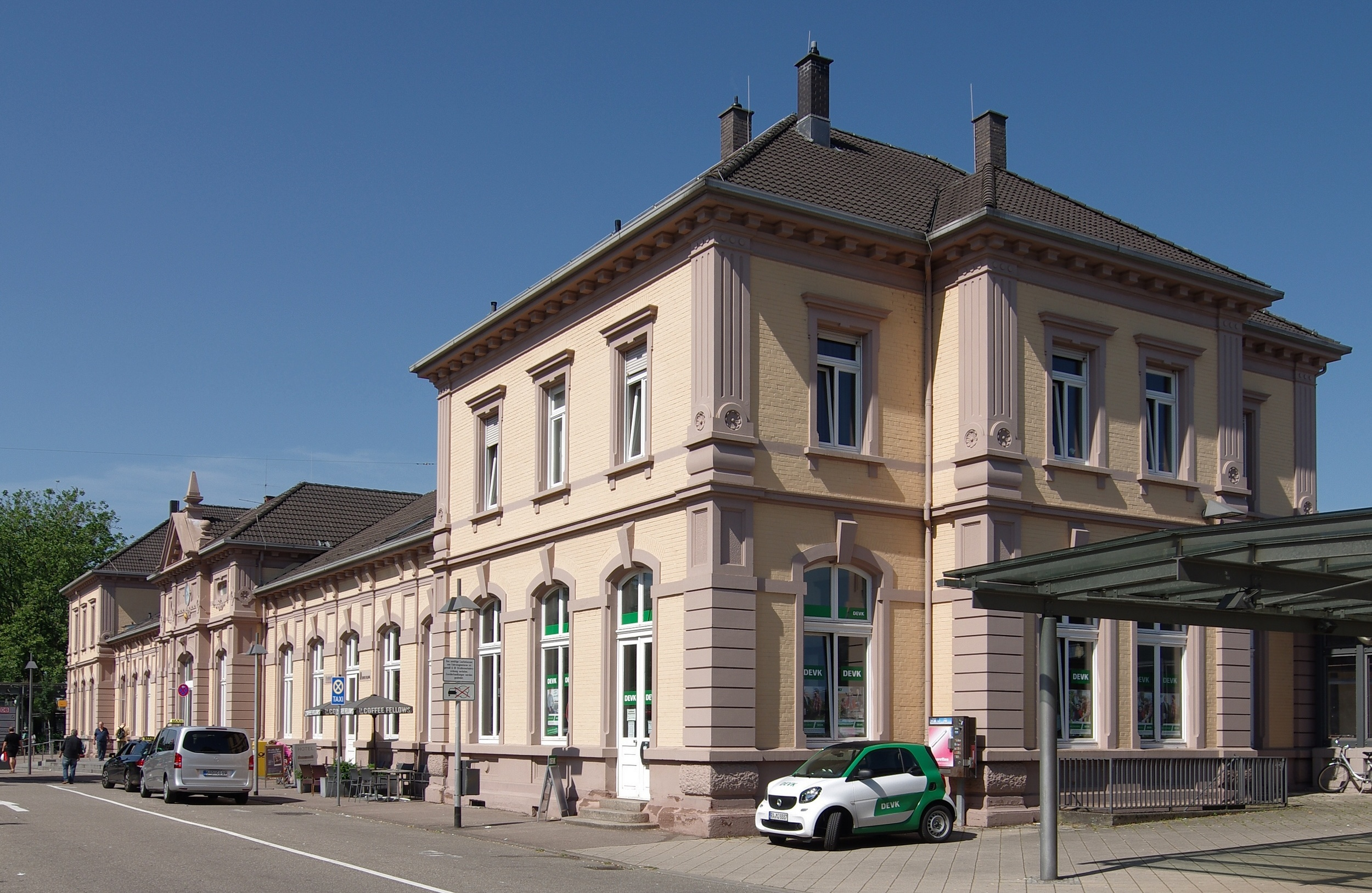
Bahnhof Baden-Baden

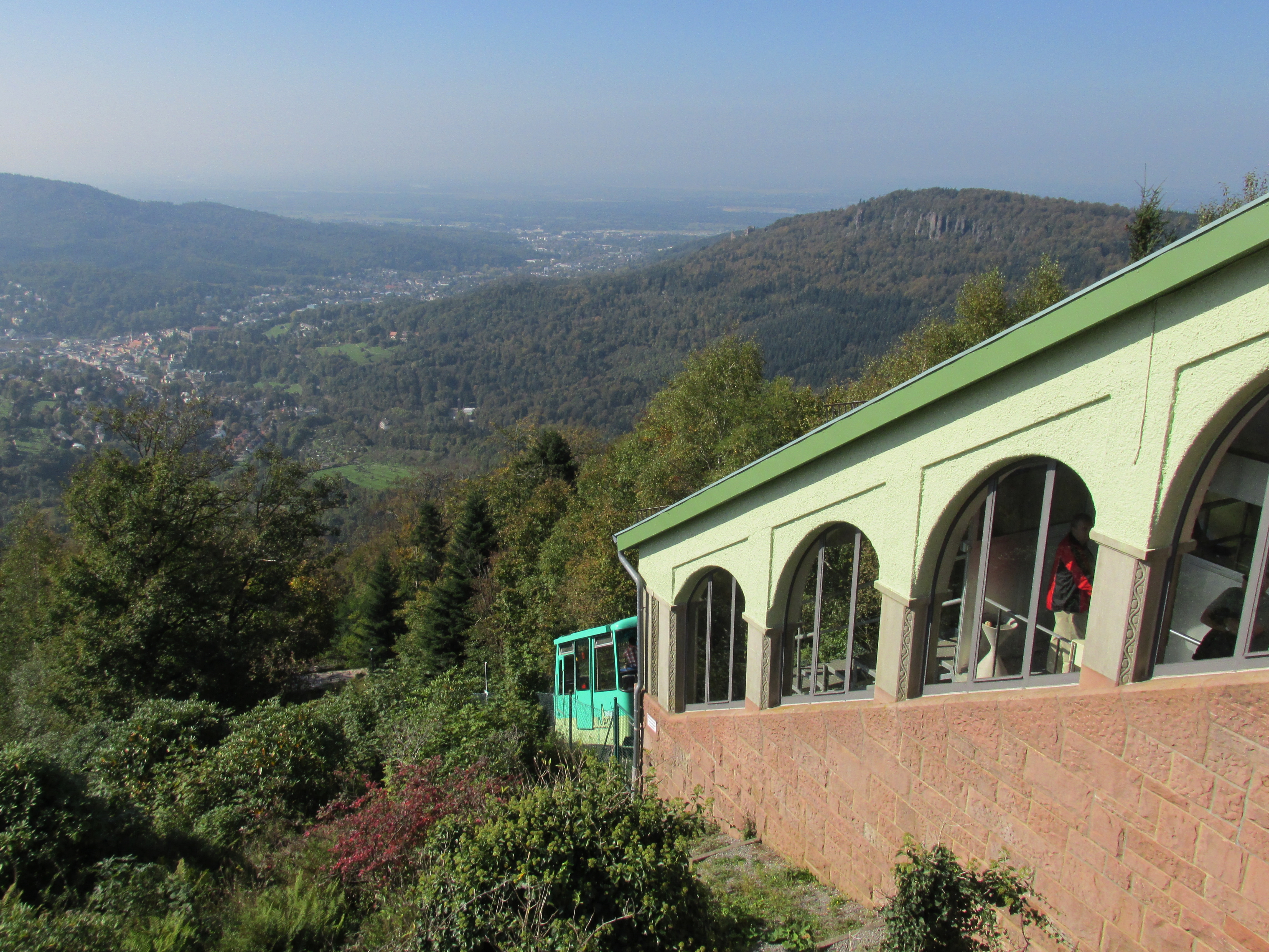
Die Bergstation der Merkurbergbahn

Der Bahnhof Baden-Baden (ehemals: Baden-Oos) ist Intercity-Express-Haltepunkt an der Rheintalbahn von Mannheim nach Basel. Die Schwarzwaldbahn, die zwischen Karlsruhe und Konstanz pendelt, hält stündlich am Bahnhof Baden-Baden. Der Regionalexpress Karlsruhe – Basel hält in den Hauptverkehrszeiten ebenso stündlich in Baden-Baden. Die Stadtbahnlinien S 7 und S 71 der Stadtbahn Karlsruhe bieten direkte Verbindungen nach Bühl, Rastatt, Ettlingen und Karlsruhe. Im Jahr 2010 wurde der Bahnhof Baden-Baden von der Allianz pro Schiene zum „Bahnhof des Jahres“ in der Kategorie Kleinstadtbahnhof gewählt.
Den weiteren öffentlichen Personennahverkehr (ÖPNV) gewährleisten die Verkehrsbetriebe, die mit mehreren Buslinien den ganzen Stadtkreis sowie teilweise die benachbarten Städte bedienen. Die Hauptlinie ist die Buslinie 201, die tagsüber im Zwölfminutentakt vom Bahnhof im Stadtteil Oos, durch die Weststadt, über die Stadtmitte bis nach Lichtental bzw. Oberbeuern fährt.
Die städtische Straßenbahn wurde am 24. Januar 1910 eröffnet und am 28. Februar 1951 stillgelegt. Sie besaß meterspurige Strecken von rund 15 km Länge und wurde durch den Oberleitungsbus Baden-Baden ersetzt, der seit 26. Juni 1949 auf paralleler Trasse bis zum 31. Juli 1971 in Betrieb war.
Baden-Baden verfügte ehemals über zwei Bahnhöfe, denn von 1845 bis 1977 verband eine Stichstrecke den Bahnhof Baden-Oos (heute: Baden-Baden) an der Rheintalbahn mit dem Kopfbahnhof Baden-Baden. Dessen nach der Stilllegung als „Alter Bahnhof“ bezeichnetes Empfangsgebäude dient seit 1998 als Eingangsbereich des Festspielhauses. Am 24. September 1977 fuhr der letzte Personenzug auf der Stichbahn. Die Bahnanlagen von Baden-Baden bis Baden-Baden-Oos wurden im Rahmen der Landesgartenschau in Baden-Baden in die sogenannte „grüne Einfahrt“ umgewandelt. Auf dem Gelände des ehemaligen Kopfbahnhofs befinden sich heute das Festspielhaus, der Eingang des Michaelstunnels, eine Tiefgarage und eine Grünanlage mit Teich.
Darüber hinaus verfügten die beiden heutigen Stadtteile Haueneberstein und Steinbach über Bahnhöfe an der Rheintalbahn, die jedoch in den 1970er-Jahren aufgegeben wurden. Im Zuge der Verlängerung der Stadtbahnlinie von Karlsruhe bis Achern wurden sie reaktiviert. Der Halt in Steinbach erhielt dabei den neuen Namen Baden-Baden Rebland.
Auf den Gipfel des Merkur führt seit 1913 eine Standseilbahn. Die Merkurbergbahn überwindet auf 1192 Meter Fahrstrecke 370 Höhenmeter.

#### Radverkehr
Durch eine Alltagsroute aus dem Radnetz Baden-Württemberg ist die Innenstadt von Baden-Baden mit dem Bahnhof im Stadtteil Oos verbunden. Dort besteht eine weitere Radnetz-Route, die Oos über Sinzheim und am Stadtteil Steinbach vorbei mit Bühl und in der anderen Richtung über den Stadtteil Sandweier mit Rastatt verbindet. 
Außerdem gibt es ein Radverkehrskonzept der Stadt aus dem Jahr 2012.
Durch Baden-Baden verlaufen die folgenden Landes-Radfernwege: 
- Der Badische Weinradweg[75] führt von Grenzach-Wyhlen am Hochrhein nach Laudenbach im Rhein-Neckar-Kreis, dabei werden sieben der neun badischen Weinanbaugebiete untereinander verbunden. Die Route verläuft von Bühl und Eisental kommend über die Stadtteile Neuweier, den Osten Steinbachs und Varnhalt in die Nachbargemeinde Sinzheim. Wieder im Stadtgebiet führt sie durch die Cité, Oos und Haueneberstein weiter Richtung Kuppenheim.
- Der Naturpark-Radweg Schwarzwald Mitte/Nord führt rund um selbigen Naturpark und verläuft dabei von Eisental kommend durch die Mitte Steinbachs nach Sinzheim und weiter wie der Badische Weinradweg nach Kuppenheim.

Baden-Baden ist Mitglied der AGFK (Arbeitsgemeinschaft Fahrrad- und Fußverkehrsfreundlicher Kommunen) in Baden-Württemberg.

#### Luftverkehr

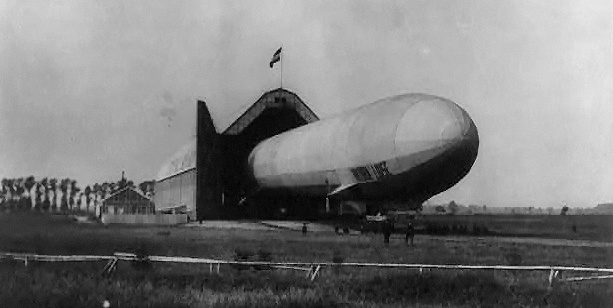
Zeppelin am Ooser Flugplatz im Jahr 1914

Die Stadt Baden-Baden ist am Flughafen Karlsruhe/Baden-Baden beteiligt, dem mit jährlich etwa einer Million Passagieren zweitgrößten Verkehrsflughafen in Baden-Württemberg. Er liegt im Baden-Airpark, einer ehemaligen kanadischen Luftwaffenbasis, etwa 10 Kilometer westlich des Baden-Badener Stadtzentrums in Rheinmünster-Söllingen. Er dient unter anderem der Billigfluggesellschaft Ryanair als Basis. Angeflogen werden überwiegend Städte- und Urlaubsziele in Europa und rund ums Mittelmeer.
Am 22. August 1910 wurde eine Luftschiffhalle am Flugplatz Baden-Oos westlich des Bahnhofs eingeweiht. Er war damit der erste deutsche Zeppelinlandeplatz außerhalb Friedrichshafens. Nach dem Zweiten Weltkrieg entwickelte er sich zu einem stark frequentierten Verkehrslandeplatz. Ab 1997 wurde der allgemeine Luftfahrtbetrieb zum Baden-Airpark verlagert. Der Ooser Flugplatz dient als Sonderlandeplatz weiterhin – auf einem Teil der früheren Fläche – als Heimat des Aero-Clubs Baden-Baden e. V. und der Fliegergruppe Gaggenau e. V. der Sport- und Freizeitfliegerei.

### Medien

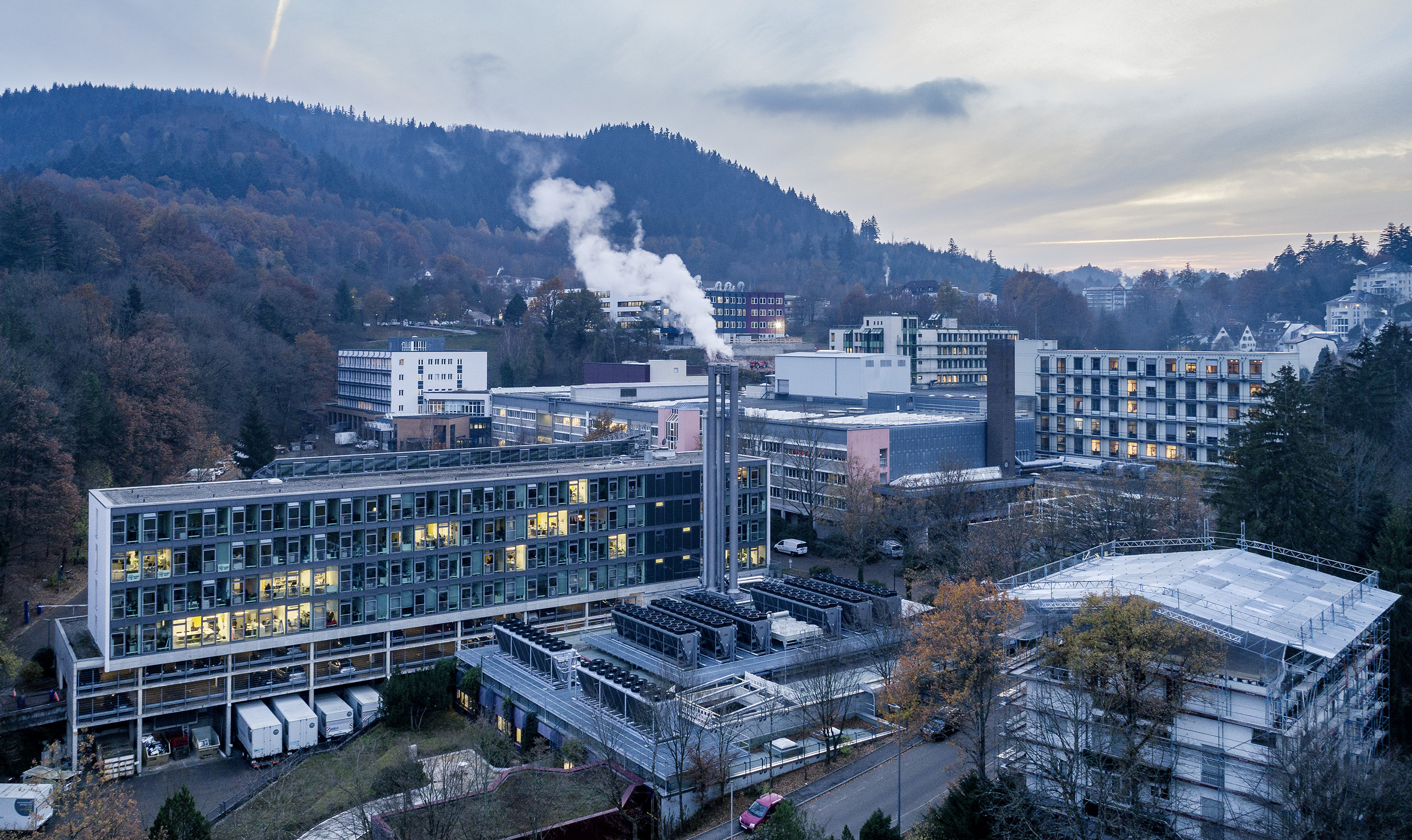
Gebäudekomplex des SWR am Fremersberg

Baden-Baden ist neben Stuttgart und Mainz einer der drei Hauptstandorte des Südwestrundfunks (SWR). Im Funkhauskomplex am Fremersberg haben die beiden Programmdirektionen „Information“ und „Kultur“ sowie die Direktion „Technik und Produktion“ ihren Sitz. Der SWR-Hörfunk produziert die überregionalen Programme SWR2, SWR3, Dasding und SWR Aktuell in Baden-Baden. In den Fernsehstudios entstand unter anderem die werktägliche Sendung ARD-Buffet (2024 eingestellt). Es entstehen u. a. Innenaufnahmen für die Serien Die Fallers und Tatort. Aus dem alten E-Werk wurden von 2000 bis 2024 die Talkshows des SWR gesendet, zunächst Menschen der Woche mit Frank Elstner und ab 2015 Nachtcafé mit Moderator Michael Steinbrecher.
Die ARTE Deutschland TV GmbH hat ebenfalls ihren Sitz in Baden-Baden, zunächst in der Innenstadt, seit 2024 im SWR-Funkhaus. Bis 2024 veranstalten die Deutsche Akademie der Darstellenden Künste und der Sender 3sat ihr Fernsehfilm-Festival Televisionale in Baden-Baden.  
Baden-Baden als Rundfunkstandort geht auf den von 1946 bis 1998 existierenden Südwestfunk (SWF), die öffentlich-rechtliche Anstalt in der ehemaligen französischen Besatzungszone zurück, aus dessen Zusammenschluss mit dem SDR der heutige SWR entstand.
Die Baden-Badener Tageszeitung Badisches Tagblatt (BT) erscheint seit Juli 2023 unter der Dachmarke des vorherigen Konkurrenten Badische Neueste Nachrichten (BNN) aus Karlsruhe. Daneben gibt es mit goodnews4.de eine Online-Tageszeitung für Baden-Baden.
In Baden-Baden wurde bis 2016 jährlich der Deutsche Medienpreis von dem Baden-Badener Unternehmen Media Control verliehen.
Seit 2009 wird jährlich der Baden-Baden Award Event und Medien von der Europäischen Medien- und Event-Akademie sowie der Industrie- und Handelskammer Karlsruhe an herausragende Auszubildende im Bühnen- und Medienbereich vergeben.

### Öffentliche Einrichtungen
Baden-Baden ist Sitz eines Landgerichts und eines Amtsgerichts, die zum Oberlandesgerichtsbezirk Karlsruhe gehören.
Ferner gibt es ein Finanzamt sowie ein Zollamt. Die Stadt ist auch Dekanatssitz des Kirchenbezirks Baden-Baden und Rastatt der Evangelischen Landeskirche in Baden.
Die Feuerwehr Baden-Baden gliedert sich in eine Einsatzabteilung der Berufsfeuerwehr und zehn Einsatzabteilungen der Freiwilligen Feuerwehr.

### Bildung
Baden-Baden hat zahlreiche Bildungseinrichtungen. Allen voran ist die Europäische Medien- und Event-Akademie zu nennen. Daneben gibt es in Baden-Baden eine Reihe von Grund- und weiterführenden Schulen.
Zunächst wären die allgemeinbildenden Schulen zu nennen: Als Grundschulen gibt es die Vincenti-Grundschule, die Grundschule Baden-Oos mit zweisprachigem Zug und jeweils eine Grundschule in den Stadtteilen Balg, Ebersteinburg, Lichtental, Neuweier und Varnhalt. An Grund- und Hauptschulen bestehen die Theodor-Heuss-Schule (Grund- und Hauptschule mit Werkrealschule) und entsprechende Einrichtungen in den Stadtteilen Steinbach, Haueneberstein, Sandweier und Lichtental.
Zu den weiterführenden Schulen zählen die die Hauptschule Lichtental, die Realschule Baden-Baden (öffentliche Realschule) und die die Theodor-Heuss-Schule (öffentliches Sonderpädagogisches Bildungs- und Beratungszentrum mit dem Förderschwerpunkt Lernen). Außerdem gibt es in Baden-Baden mehrere öffentliche und private Gymnasien, nämlich das Richard-Wagner-Gymnasium (öffentliches Gymnasium), das Markgraf-Ludwig-Gymnasium (öffentliches Gymnasium), das Gymnasium Hohenbaden (öffentliches Gymnasium) und die Klosterschule vom Heiligen Grab (privates Gymnasium). Die Heinz-von-Förster-Schule in Oosscheuern ist ein sonderpädagogisches Bildungs- und Beratungszentrum mit dem Förderschwerpunkt soziale und emotionale Entwicklung. Die Stulz-von-Ortenberg-Schule für Erziehungshilfe vereinigt Grundschule, Hauptschule, Realschule und Förderschule (Schule für Erziehungshilfe) unter einem Dach.
Auch Schulen mit berufsbildendem Schwerpunkt sind in Baden-Baden im Angebot, so die Robert-Schuman-Schule (Kaufmännische und Hauswirtschaftliche Schulen; vom Hauptschulabschluss bis zum Abitur) und die Gewerbeschule Louis-Lepoix-Schule.
Die größte private Bildungseinrichtung ist das Pädagogium Baden-Baden (Realschule, Gymnasium, Wirtschaftsgymnasium; mit Internat). Schließlich gibt es die beiden Beruflichen Schulen BBS Baden-Badener Sprachschule GmbH und Wirtschaftsinstitut Baden-Baden in der Merkur Akademie International.
Als weitere private Bildungseinrichtungen haben die IB Medizinische Akademie mit Schulen für Logopädie, Physiotherapie und Podologie sowie die Bernd-Blindow-Schulen mit Physiotherapie bzw. PTA einen Schulstandort in Baden-Baden eingerichtet.

### Überregional bekannte ansässige Unternehmen
Zu den überregional bekannten, in Baden-Baden ansässigen Unternehmen zählen unter anderem Unternehmen mit Schwerpunkt auf Gesundheit und Wellness, wie die Acura Kliniken, Biologische Heilmittel Heel, Brenners Park-Hotel & Spa, Sans Soucis Cosmétique GmbH und die Carasana Bäderbetriebe GmbH (unter anderem Caracalla Therme, Friedrichsbad). Einige Industriebetriebe sind ebenfalls in Baden-Baden angesiedelt, so die ARKU Maschinenbau GmbH, Arvato Infoscore oder Schöck Bauteile GmbH, ferner der Finanzdienstleister Grenke AG. Baden-Baden ist auch ein wichtiger Standort für die Medienbranche, mit beispielsweise Media Control, Nomos Verlag und dem Südwestrundfunk.

### Weinbau

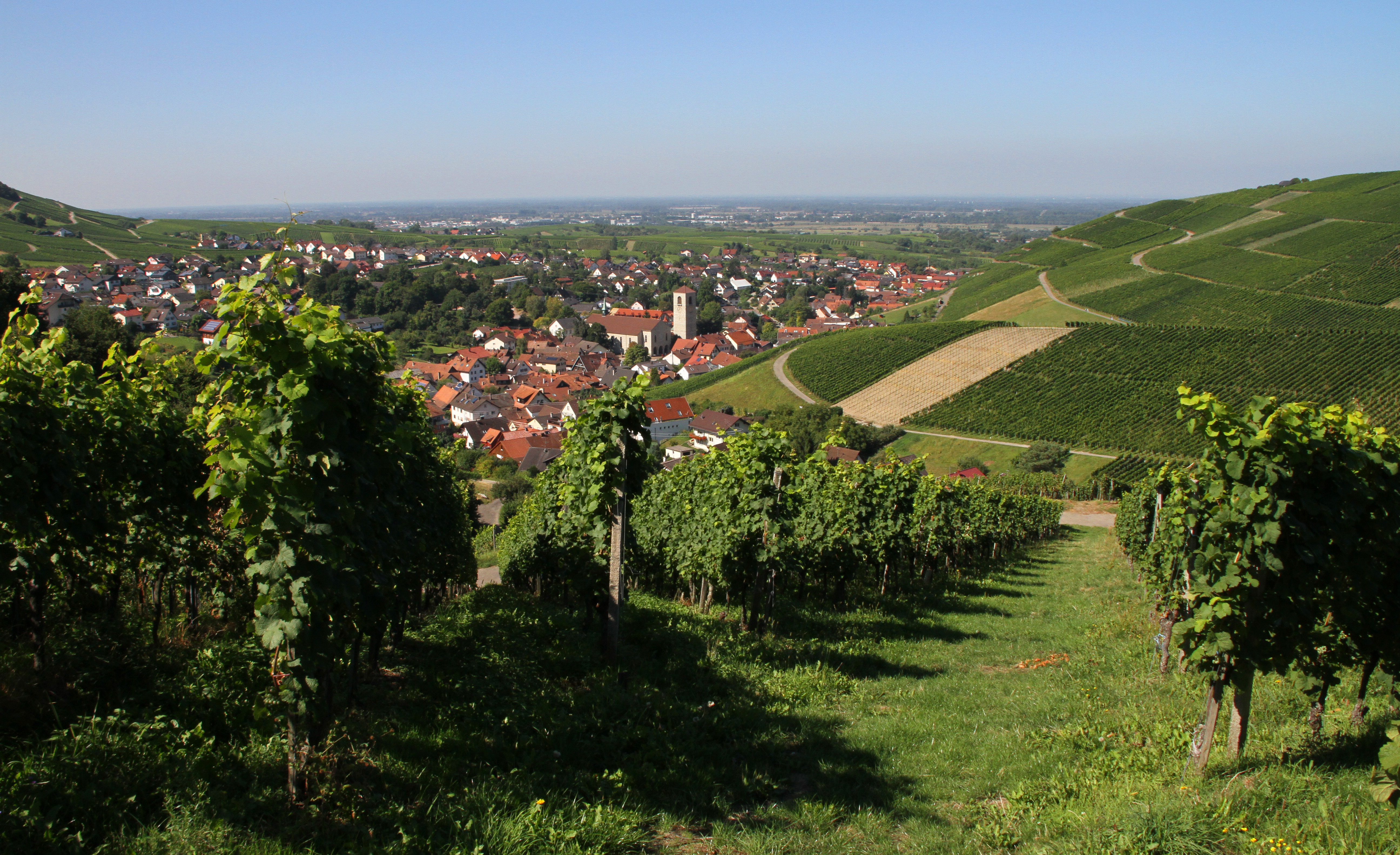
Weinberge bei Neuweier

In den Stadtteilen Neuweier, Steinbach und Varnhalt in der Vorbergzone wird Weinbau betrieben. Das Baden-Badener Rebland gehört zur Weinbauregion Ortenau. Die Winzer der Region sind in der Genossenschaft Affentaler Winzer organisiert. Die von ihr erzeugten Weine werden über das Baden-Badener Weinhaus am Mauerberg vertrieben.

## Persönlichkeiten
Zu den in Baden-Baden geborenen, besonders bekannt gewordenen Persönlichkeiten zählen der Reichskanzler Max von Baden, der Schriftsteller Reinhold Schneider, der Nationalsozialist Rudolf Höß, der Journalist Erich Kuby und die Sänger Marc Marshall und Tony Marshall. Zu den bekannten Einwohnern zählen die Schriftsteller Werner Bergengruen, Otto Flake, der russische Schriftsteller Iwan Turgenew, die Pianistin und Komponistin Clara Schumann sowie Frank Elstner.
Zu den Ehrenbürgern gehören Ferdinand Graf von Zeppelin, Otto von Bismarck, Albert Gönner, Konrad Adenauer, der Kunstsammler Frieder Burda, der Komponist und Dirigent Pierre Boulez und seit 2018 Tony Marshall.

## Baden-Baden in der Kunst

### In der Literatur
„Merkwürdig ist, daß noch kein Schriftsteller die große Zeit Badens (1845–1869) für einen Roman verwendet hat“, schrieb Otto Flake im Vorwort zu seinem Roman Hortense oder die Rückkehr nach Baden-Baden, der 1933 veröffentlicht wurde. Dieser Roman spiegelt das Flair der Blütezeit des Kurorts im 19. Jahrhundert wider. In diesem Roman Flakes wird allerdings der Roman Rauch von Iwan Turgenew von 1867 erwähnt (Turgeniew ist eine Figur in Flakes Roman), der das Leben der russischen Adligen im Modebad kritisiert und karikiert.
Mark Twain beschrieb Baden-Baden in seinem satirischen Reisebericht A Tramp Abroad. Baden-Baden ist auch der Schauplatz weiterer Werke – beispielsweise der Aufzeichnungen eines Müßiggängers in Baden-Baden in Reinhold Schneiders Der Balkon von 1957. Leonid Zypkin porträtierte im zweiten und dritten Teil seines Romans Ein Sommer in Baden-Baden (1982) Fjodor Dostojewskis Spielsucht am Roulette-Tisch in Baden-Baden während der Deutschlandreise mit seiner zweiten Frau Anna 1867 und benutzte dafür Motive aus dessen 1866 verfasstem Roman Der Spieler. Die Autorin Rita Hampp veröffentlichte seit 2005 mehrere Krimis und Romane, die in Baden-Baden spielen.

### In Film und Fernsehen
Der hier angesiedelte Südwestrundfunk und mit ihm verbundene Produktionsfirmen nutzen die Stadt häufig als Kulisse für Film- und Fernsehaufnahmen. In Baden-Baden spielten die Serien Der Forellenhof und Bloch sowie verschiedene Fernsehfilme. Ernst Jacobi, Heinz Schimmelpfennig und Karin Anselm ermittelten als Baden-Badener Tatort-Kommissare.
Von 2002 bis 2013 war Dieter Pfaff als Psychotherapeut Maximilian Bloch in der Fernsehreihe Bloch zu sehen.
Das fiktive Mommsen-Gymnasium aus Baden-Baden diente zwischen 1968 und 1972 als Kulissenort für die Kurzserie Die Lümmel von der ersten Bank, die allerdings überwiegend in München gedreht wurde. Der Film Die romantische Engländerin mit Michael Caine und Glenda Jackson spielt zum großen Teil in Baden-Baden, eine Episode in Claude Millers Film Das Auge mit Isabelle Adjani in Brenners Park-Hotel & Spa. Auch die Baden-Badener Spielbank war mehrfach Filmkulisse, beispielsweise in Der letzte Fußgänger mit Heinz Erhardt aus dem Jahr 1960 und in Otto’s Eleven mit Otto Waalkes in der Hauptrolle aus dem Jahr 2010.
Zu den Fernsehshows, die aus dem Kurhaus übertragen wurden, zählen neben der Wahl zum Sportler des Jahres die Deutschen Schlager-Festspiele und das Baden–Badener Roulette, ein Galaabend mit musikalischen Gästen.